# Frank Sinatra

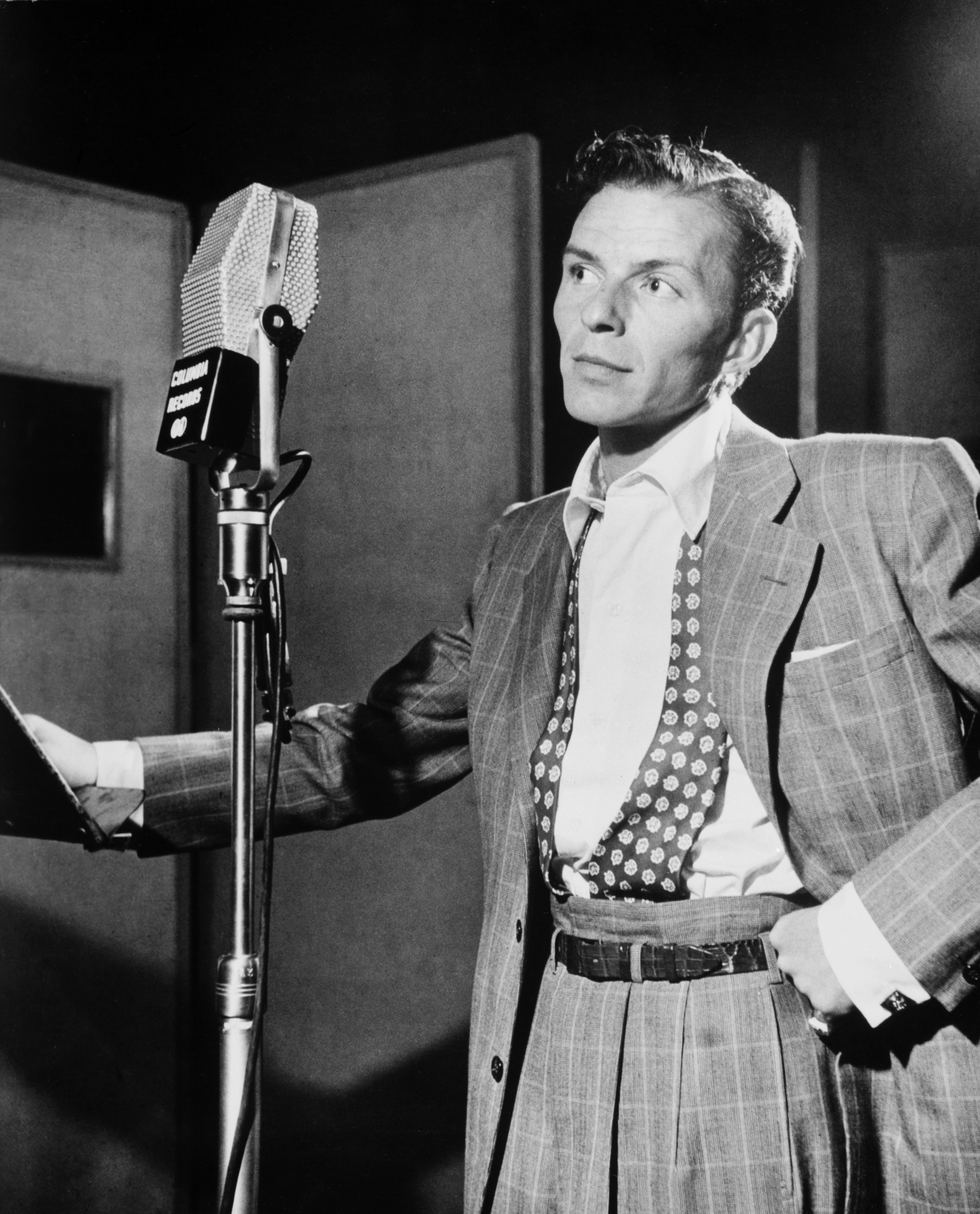
Frank Sinatra (1947)

Francis Albert „Frank“ Sinatra (* 12. Dezember 1915 in Hoboken, New Jersey; † 14. Mai 1998 in Los Angeles, Kalifornien) war ein US-amerikanischer Sänger, Schauspieler und Entertainer. Seine Übernamen waren Ol’ Blue Eyes und, wegen seiner charakteristischen Stimme, The Voice. Sinatra galt lange als einflussreichster Künstler in Las Vegas und wurde deswegen unter seinen Kollegen halb scherzhaft, aber ebenso respektvoll als Chairman of the Board (Vorstandsvorsitzender) bezeichnet. Er begann seine musikalische Karriere 1939 in der Swing-Ära als Sänger in den Orchestern von Harry James und Tommy Dorsey und beendete sie 1994. Mit Künstlerkollegen wie Dean Martin und Sammy Davis Jr. gehörte er dem so genannten Rat Pack an. Seine international erfolgreichen Hits, darunter Strangers in the Night, My Way und New York, New York, bescherten Sinatra Weltruhm; seine Alben wurden mehr als 150 Millionen Mal verkauft.
Frank Sinatra erhielt den Oscar als bester Nebendarsteller für den Film Verdammt in alle Ewigkeit sowie eine Nominierung als bester Hauptdarsteller für Der Mann mit dem goldenen Arm. Daneben spielte er in weiteren Filmen mit, unter anderem in dem Musical Die oberen Zehntausend mit Grace Kelly. Zu seinen Auszeichnungen gehören neben zahlreichen Grammys mit der Presidential Medal of Freedom (1985) und der Congressional Gold Medal bedeutende humanitäre Ehrungen.
Sinatra war mehrfach verheiratet und Vater von drei Kindern, Nancy, Frank Jr. und Tina. Der vielseitige Künstler gilt als eine der einflussreichsten und bekanntesten Persönlichkeiten der Popmusik und herausragenden Größen des Show-Business im 20. Jahrhundert.

## Biografie

### Frühe Jahre

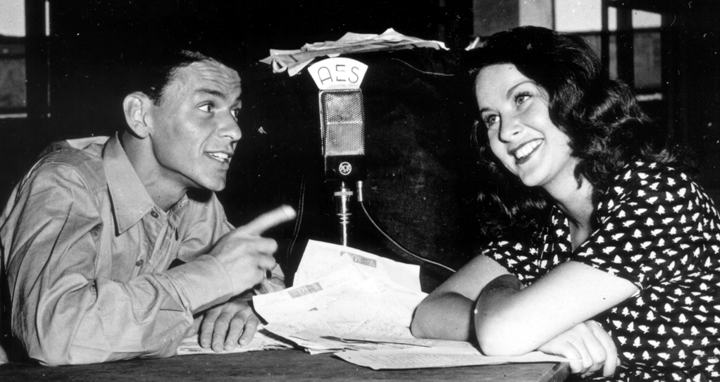
Frank Sinatra mit Alida Valli bei einem Armed-Forces-Radio-Service-Interview (1944)

Sinatra war der Sohn italo-amerikanischer Eltern, die beide als Kinder mit ihren Eltern um die Jahrhundertwende an die Ostküste der Vereinigten Staaten gekommen waren. Sein Vater, Anthony Martin Sinatra (1894–1969), stammte aus Palermo, Sizilien, war Profiboxer und arbeitete als Feuerwehrmann und Kneipier. Seine Mutter, Natalina Dolly Sinatra (1896–1977), kam aus dem norditalienischen Lumarzo bei Genua, arbeitete als Hebamme und war die örtliche Vorsitzende der Demokratischen Partei in Hoboken. Es ist anzunehmen, dass Sinatra als Einzelkind zwar in insgesamt bescheidenen, im Vergleich zur Lage der meisten anderen italo-amerikanischen Einwanderer aber durchaus soliden Verhältnissen aufwuchs.
Schon früh verschrieb er sich der Musik und tingelte bereits als Teenager mit seiner Ukulele, einer kleinen Musikanlage und einem Megaphon durch die Bars seiner Heimatstadt Hoboken. Ab 1932 hatte Sinatra erste kleinere Radioauftritte; und seit er sein Idol Bing Crosby 1933 in Jersey City im Konzert gesehen hatte, war es sein Berufswunsch, Sänger zu werden. Nachdem er die High School ohne Abschluss verlassen hatte, arbeitete er während der Rezession in den 1930er Jahren nebenberuflich unter anderem als Sportjournalist für eine Lokalzeitung. Auch das Kino fand sein großes Interesse; einer seiner Lieblingsschauspieler war Edward G. Robinson, der damals vor allem in Gangsterfilmen auftrat.
Mit dem Vokalquartett The Hoboken Four gewann Sinatra im September 1935 einen Talentwettbewerb der damals populären Radioshow Major Bowes Amateur Hour, und er ging mit ihm in den folgenden Monaten auf seine erste nationale Tournee. Ab 1937 arbeitete er für 18 Monate in einem festen Engagement als Entertainer in einem Musiklokal in New Jersey, das von Stars wie Cole Porter besucht wurde, und legte dort und mit weiteren Radioauftritten den Grundstein für seine professionelle Karriere.
Im Februar 1939 heiratete Sinatra seine Jugendliebe Nancy Barbato (1917–2018). Aus dieser Ehe ging 1940 die Tochter Nancy Sinatra hervor, später selbst eine erfolgreiche Sängerin. Ihr folgten 1944 Frank Sinatra jr. (1988–1995 Sinatras Orchesterleiter) und 1948 Tina Sinatra, die als Filmproduzentin arbeitete.

### Karrierebeginn
Der damals sehr populäre Bandleader Harry James entdeckte Sinatra kurz nach dessen Hochzeit im Frühjahr 1939 und verpflichtete ihn als Leadsänger für seine Big Band. Zusammen nahmen sie die ersten Schallplatten des jungen Nachwuchstalents auf, darunter den Titel All or Nothing at All, der Sinatra bei der Wiederveröffentlichung 1943 an die Spitze der Charts brachte. Seinen nationalen Durchbruch erreichte Sinatra, als er Anfang 1940 als Sänger zum Orchester von Tommy Dorsey wechselte und ihm dort nach wenigen Monaten mit I’ll Never Smile Again sein erster Nummer-1-Hit gelang. Seine Konzert- und Radioauftritte mit Dorsey machten Sinatra rasch landesweit bekannt und bestärkten ihn in den Plänen für eine Solokarriere. Auf seinen Wunsch hin entließ ihn Dorsey im September 1942 aus seinem längerfristigen Vertrag, zunächst gegen eine Beteiligung an künftigen Einnahmen.
Ab Sommer 1943 besaß Sinatra einen festen Plattenvertrag bei Columbia. Seine Veröffentlichungen, zumeist eingespielt mit dem Arrangeur Axel Stordahl, trugen ihm zahlreiche Spitzenplätze in den Charts ein und machten ihn bald zum erfolgreichsten Sänger des Landes. Über viele Jahre hinweg war er mehrmals wöchentlich im Radio zu hören, zum Beispiel im populären Programm Your Hit Parade (1943/1944 und 1947–1949). Daneben gab es eigene Sendereihen wie Reflections (1942), The Broadway Bandbox (1943), Songs by Sinatra (1943 und 1945–1947), The Frank Sinatra Programme und Frank Sinatra in Person (1944), The Frank Sinatra Show (1945) sowie Light-Up Time (1949/1950). In den 1950er Jahren folgten die Krimi-Hörspielreihe Rocky Fortune (1953/54) und die Musikshow To Be Perfectly Frank (1953–55).
Seine konsequente Nutzung des Mediums Radio war eine Grundlage für Sinatras Popularität. Er wurde zum musikalischen Idol der Weltkriegsgeneration. Vor allem die jungen Mädchen standen auf Frankie Boy, der die erste Massenhysterie der Popgeschichte, bekannt geworden als Columbus Day Riots, auslöste. Auch als Schauspieler in Musicals und Komödien bei RKO und MGM feierte Sinatra Erfolge. 1945 konzipierte und realisierte er den Kurzfilm The House I Live In (RKO Radio Pictures, 1945), in dem er als alleiniger Hauptdarsteller ein Plädoyer für die Gleichberechtigung aller Rassen und Religionen hielt. Dafür wurden Sinatra selbst, der Produzent Frank Ross und Regisseur Mervyn LeRoy Anfang März 1946 mit einem eigens geschaffenen Oscar für 1945 ausgezeichnet. Sinatra erhielt später noch zwei weitere Oscars, 1953 den Preis als bester Nebendarsteller und 1970 den Ehren-Oscar/Jean-Hersholt Humanitarian Award; dazu kam eine Nominierung als bester Hauptdarsteller in Der Mann mit dem goldenen Arm 1955.

### Karriereeinbruch

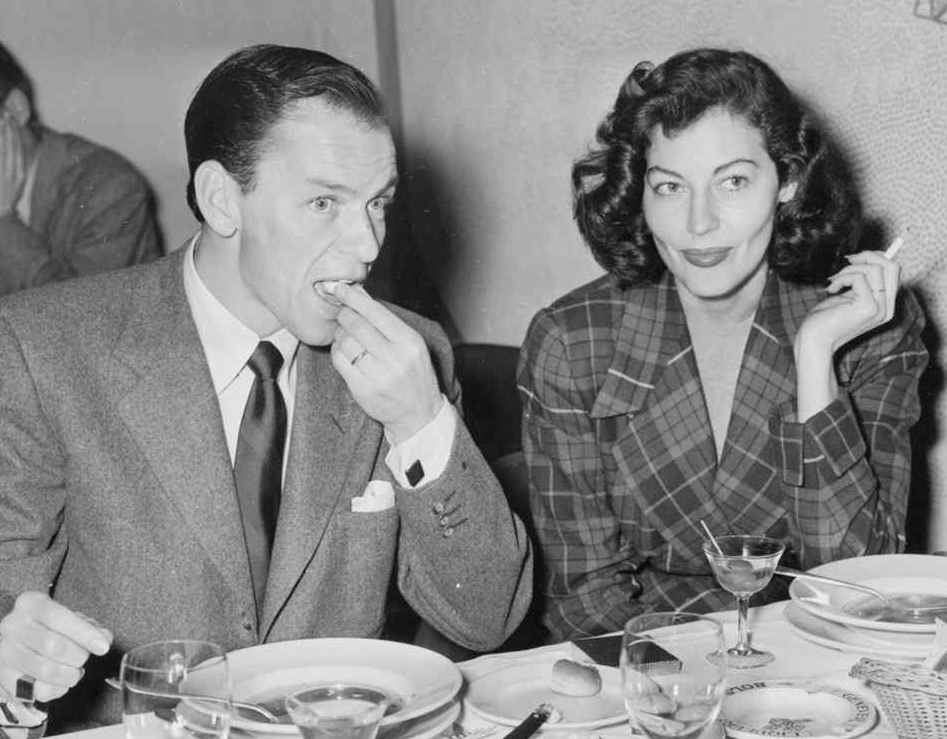
Sinatra und Ava Gardner 1951 in den Niederlanden

Mit Beginn der 1950er Jahre sank sein Stern zusehends. Zudem verlor er endgültig seinen Ruf als Saubermann; er hatte zahlreiche Affären mit teils prominenten Frauen, und schließlich wurde seine erste Ehe mit Nancy 1951 geschieden. Die 1951 geschlossene zweite Ehe mit dem Filmstar Ava Gardner hielt nur wenige Jahre; bereits 1953 erfolgte offiziell die Trennung, 1957 die Scheidung. Es folgten zahlreiche weitere Affären mit Show-Kolleginnen. Im Frühjahr 1950 traten bei Sinatra Blutungen an den Stimmbändern auf, die seine Stimme kurzzeitig außer Gefecht setzten. Seine erste eigene Fernsehserie The Frank Sinatra Show (1950–1952) wurde ein kommerzieller Flop, und im Herbst 1952 verlor er seinen Plattenvertrag bei Columbia Records, nachdem schon seine Filmfirma den Vertrag nicht verlängert hatte: Seine Gesangskarriere schien am Ende.

### Comeback
1952 hatte Sinatra sich für eine ernste Rolle beworben, in die er alle Hoffnungen legte, um seiner Karriere zu einem neuen Aufschwung zu verhelfen, die des Angelo Maggio in Verdammt in alle Ewigkeit. Der Regisseur des Filmes, Fred Zinnemann, war jedoch zunächst nicht bereit, die Rolle an ihn zu vergeben, und ließ sich erst überzeugen, als Sinatra auf Probeaufnahmen bestand. Gerüchten zufolge wurde er erst von Zinnemann engagiert, nachdem dieser massiv von der Mafia bedroht worden war. Darauf wurde später in einer Szene des Films Der Pate (1972) angespielt: Die Figur des Johnny Fontane, eines weinerlichen Schnulzensängers, der beim „Paten“ um Unterstützung für seine Karriere bettelt (und diese auch bekommt), soll Sinatra nachempfunden sein. (Mario Puzo, der Autor der Romanvorlage, hat diesen Zusammenhang aber stets bestritten.) Sinatra bekam nicht nur die Rolle, sondern ebenfalls den Oscar als bester Nebendarsteller.
Mit bis zu vier Filmen pro Jahr, darunter mit Publikumslieblingen wie Grace Kelly in Die oberen Zehntausend, festigte er in dieser Zeit seinen Ruf als Leinwandstar. Zunehmend war er jetzt auf den Konzertbühnen der Glücksspielmetropole Las Vegas zu finden, und mit seiner wöchentlichen Sendung The Frank Sinatra Show (1957/1958) sowie weiteren Specials und Gastauftritten war er zudem wieder im Fernsehen präsent. Somit war sein Comeback in der Showbranche geglückt.
Bei der deutschen Synchronisation seiner Filme wurde Sinatra vor allem von drei Stammsprechern gesprochen: In den 50er Jahren war dies vor allem Wolfgang Kieling, während sich ab den 1960er Jahren Gerd Martienzen und Herbert Stass als deutsche Stimme Sinatras abwechselten.
1953 hatte Sinatra zudem einen neuen Plattenvertrag mit dem Label Capitol Records abgeschlossen. In den folgenden Jahren nahm er dort eine Reihe von Alben wie In the Wee Small Hours, Songs for Swingin’ Lovers, Come Fly with Me oder Sinatra Sings for Only the Lonely auf, viele davon mit dem Arrangeur Nelson Riddle, daneben mit Billy May und Gordon Jenkins.

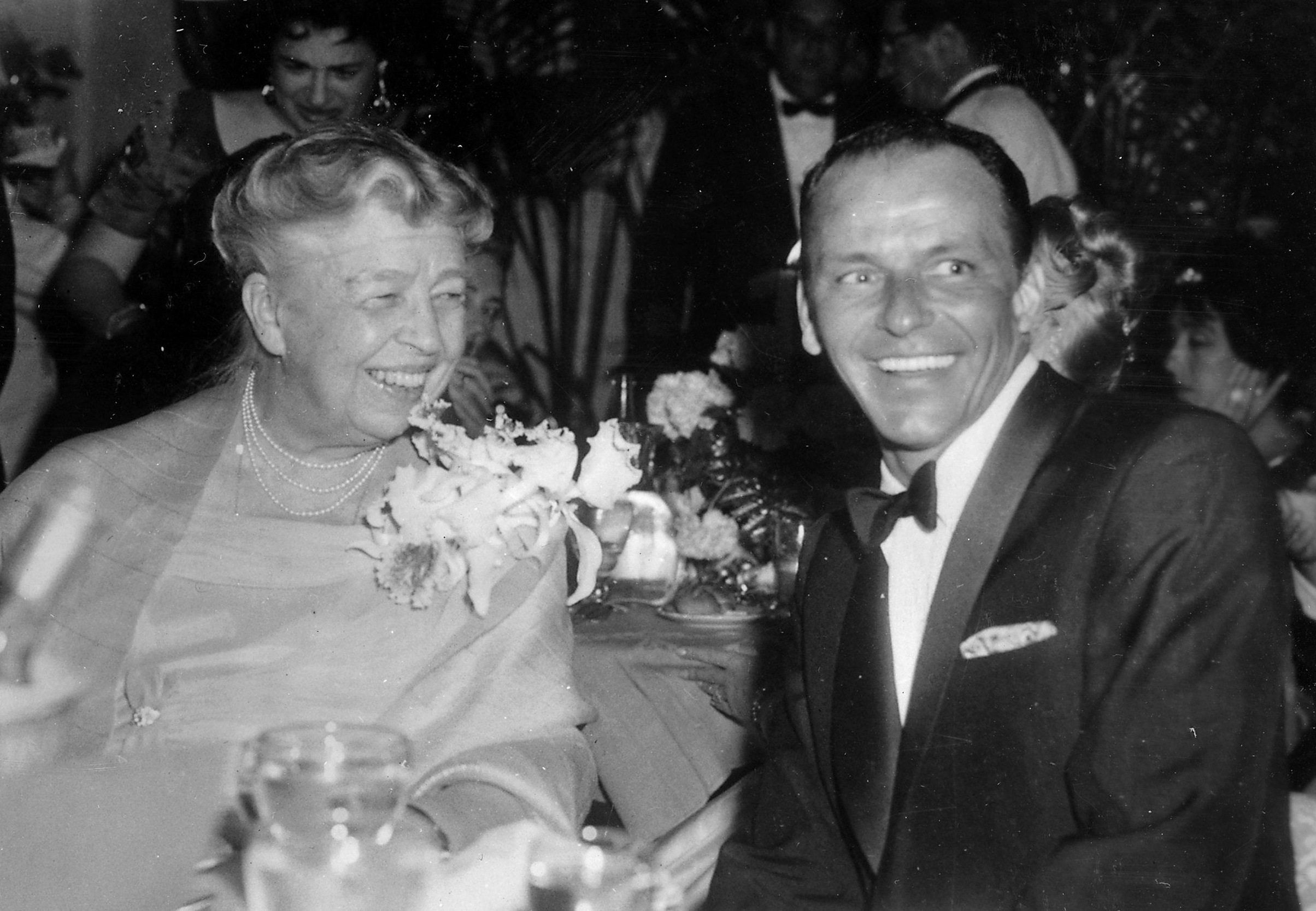
Frank Sinatra und Eleanor Roosevelt (1960)

Ab den 1960er Jahren war er in mehrerlei Hinsicht der Entertainer schlechthin, hatte vielfach preisgekrönte Specials im Fernsehen, ging auf zahlreiche Tourneen im In- und Ausland und konnte als Schauspieler ebenso wie als Filmproduzent und Regisseur im Filmgeschäft Fuß fassen. Weil er mit seinen Vertragsbedingungen bei Capitol zunehmend unzufrieden gewesen war, hatte er 1960 seine eigene Plattenfirma Reprise Records gegründet, für die er ab 1962 seine Musikaufnahmen ausschließlich produzierte. 1963 verkaufte er die Firma mit großem Gewinn an die Warner Music Group, behielt aber für seine eigenen Aufnahmen und Projekte die volle Entscheidungsgewalt. 1966 gelang ihm mit Strangers in the Night, einer Komposition von Bert Kaempfert, Charles Singleton und Eddie Snyder, der bis dahin größte kommerzielle Erfolg seiner musikalischen Karriere. Dieser Höhepunkt wurde begleitet von dem Grammy-Gewinn für die Alben September of My Years und A Man and His Music und mehreren Emmy-Gewinnen für seine A Man and His Music-Fernsehspecials (1965–1967). Ende Dezember 1968 nahm er mit My Way, einer von Paul Anka getexteten englischen Adaption des französischen Chansons Comme d’habitude (von Claude François, Jacques Revaux und Gilles Thibault), ein Lied auf, das fortan in seiner Version zum Welthit und zu seiner eigenen Erkennungsmelodie werden sollte.

### Abschied von der Bühne
Im Frühjahr 1971 verkündete Sinatra seinen Abschied von Bühne und Showbusiness, trat jedoch nach nur zweijähriger Abstinenz ab 1973 und dann bis in die 1990er Jahre hinein wieder regelmäßig auf und machte weiterhin Schallplattenaufnahmen, bei denen, wie schon Ende der 1960er Jahre, meist Don Costa Regie führte. Dabei beschränkte sich Sinatra nicht nur darauf, bereits veröffentlichte Lieder immer wieder neu zu interpretieren, sondern nahm im Jahr 1979 mit dem 1977 entstandenen Theme from New York, New York einen neuen Hit auf, der mit zu seinem Markenzeichen wurde. Im selben Jahr entstand The Future, eine dreiviertelstündige musikalische Suite mit autobiographischen Anspielungen, die Gordon Jenkins komponiert hatte. Mit zahlreichen weiteren Konzertreisen auf alle fünf Kontinente wurden die 1980er Jahre zu Sinatras kommerziell erfolgreichsten Bühnenjahren im Ausland ebenso wie im Inland, wo er vor allem mit seinen Konzertserien in der New Yorker Carnegie Hall zum Teil bis heute bestehende Zuschauerrekorde aufstellte.  In den Jahren von 1979 bis 1988 bewohnte Sinatra  eine  – vormalig von Cole Porter gemietete  – Suite im New-Yorker Hotel Waldorf -Astoria. Anfang der 1990er Jahre veröffentlichte er zwei CDs (Duets I & II), auf denen er seine Hits mit verschiedenen Duettpartnern neu einspielte.
Nach seiner Trennung von Ava Gardner war Sinatra lange Zeit unverheiratet geblieben. 1962 war er kurzzeitig mit der Tänzerin Juliet Prowse verlobt, aber erst 1966 heiratete er wieder: Mia Farrow, eine blutjunge Schauspielkollegin. Doch auch diese Ehe hielt nicht lange; 1968 wurde sie geschieden. Erst 1976 fand Sinatra mit seiner vierten Frau Barbara, die zuvor mit Zeppo Marx verheiratet gewesen war, sein privates Glück. Neben zahlreichen Liebesaffären gab es immer wieder Gerüchte über Alkoholprobleme. Besonders mit seinen Freunden Sammy Davis, Jr., Dean Martin, Joey Bishop und Peter Lawford, mit denen er legendäre Auftritte im The Sands in Las Vegas hatte (später bezeichnet als The Rat Pack, sie selbst verwendeten diese Bezeichnung nie und nannten ihre Shows The Summit), waren angeblich regelrechte Gelage keine Seltenheit. Sein Entertainerauftritt im eleganten Smoking mit dem Whiskyglas in der rechten Hand und dem Mikrofon in der Linken war dabei charakteristisch für ihn. Das frühe Zurückweichen seines einst fülligen Haarwuchses versuchte Sinatra abseits der Bühne unter seinen typischen eleganten Hüten zu verbergen; auf der Bühne trug er ein Toupet.
Ende Mai und Anfang Juni 1993 gastierte Sinatra letztmals für sechs Konzerte in Europa, fünf davon in Deutschland, wo Sinatra zuvor 1951, 1961, 1975, 1989 und 1991 aufgetreten war. Vier Wochen später begann Sinatra mit den Aufnahmen für Duets, sein vorletztes Studioprojekt, dem 1994 Duets II folgte. Noch 1994 hatte Sinatra über 80 Auftritte und unternahm Konzertreisen auf die Philippinen und nach Japan. Im Dezember 1994 ließ er seinen endgültigen Rückzug mitteilen, nachdem er zuvor in Atlantic City seine letzten regulären Konzerte vor heimischem Publikum gegeben hatte.
Seinen letzten Gesangsauftritt hatte Sinatra im Februar 1995 in Palm Springs am Rande eines von ihm selbst veranstalteten Benefiz-Golfturniers, und beim Aufzeichnungstermin der offiziellen Gala zu seinem 80. Geburtstag am 12. Dezember 1995 stand er letztmals auf einer Bühne. 1944 bereits war Sinatra aus New Jersey an die Westküste nach Kalifornien umgezogen, wo er seit 1948 in Palm Springs lebte. 1995 verkaufte er sein dortiges Anwesen und verbrachte seine letzten Jahre in Beverly Hills. Seinen letzten öffentlichen Auftritt hatte Sinatra am 25. Oktober 1996, als er gemeinsam mit seiner Frau eine Benefizveranstaltung in Beverly Hills besuchte.

### Krankheit und Tod

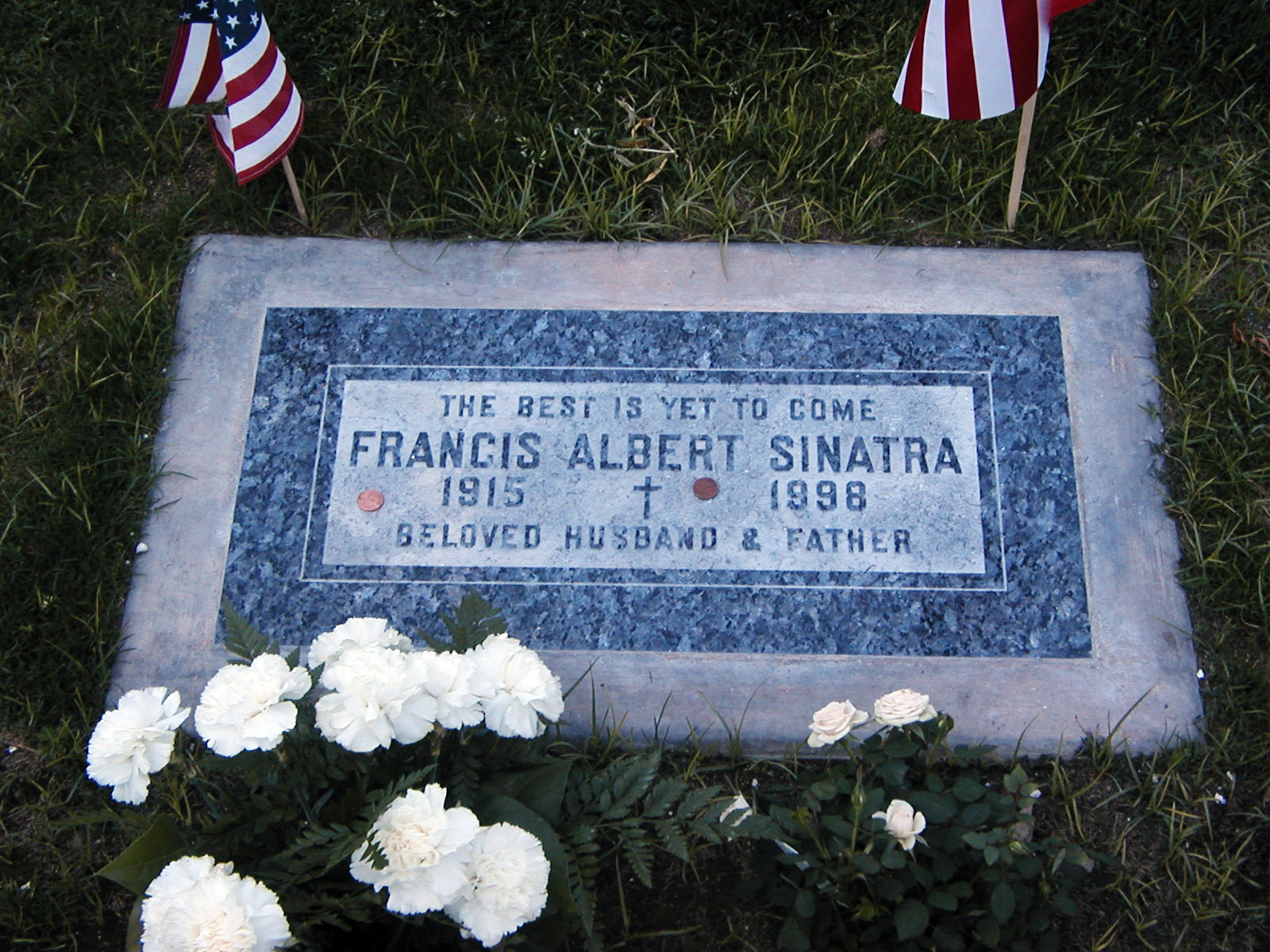
Sinatras Grab auf dem Desert Memorial Park Friedhof in Cathedral City

Am 1. November 1996 wurde Sinatra wegen einer leichten Lungenentzündung für eine Woche ins Krankenhaus eingeliefert. Am 9. Januar 1997 erlitt er einen Herzinfarkt, konnte zwar bereits nach acht Tagen das Krankenhaus wieder verlassen, trat aber seither nicht mehr bei öffentlichen Veranstaltungen in Erscheinung und war zunehmend ans Bett gefesselt. Den 1997 getroffenen Beschluss des US-Kongresses, ihn mit der Congressional Gold Medal auszuzeichnen, erlebte er zu Hause am Bildschirm.
Am 14. Mai 1998 ereilte Sinatra erneut ein Herzinfarkt, dessen Folgen er noch am selben Abend im Cedars-Sinai-Krankenhaus von Los Angeles erlag. Zu seinen Ehren wurden in Las Vegas für drei Minuten die Lichter der Stadt ausgeschaltet, das Empire State Building in New York City wurde, in Anspielung auf seinen Spitznamen Ol’ Blue Eyes, drei Tage in blaues Licht getaucht. Im Anschluss an eine vom Erzbischof von Los Angeles Roger Kardinal Mahoney in Los Angeles gehaltene Totenmesse wurde Sinatra am 20. Mai 1998 in Cathedral City in Kalifornien beigesetzt.

## Verbindung zum organisierten Verbrechen
Immer wieder wurde und wird Frank Sinatra nachgesagt, engere Verbindungen zu Mobstern, insbesondere der italo-amerikanischen Cosa Nostra, unterhalten zu haben, in deren Clubs er, wie zahlreiche seiner Berufskollegen, schon in den 1940er Jahren gesungen hatte. Verwicklungen in kriminelle Aktionen seiner Kontakte wurden ihm oft nachgesagt, aber nie bewiesen.
Sinatra war 1943 für mehrere Wochen im Riobamba in Manhattan engagiert, einem Nachtclub des Mobsters und Bandenchefs Louis Buchalter, der zu diesem Zeitpunkt bereits wegen Mordes zum Tode verurteilt worden war und ein Jahr später hingerichtet wurde.
Bereits 1942 wurde behauptet, der Gangster Willie Moretti oder Sam Giancana habe Tommy Dorsey dazu gebracht, seinen Vertrag mit Sinatra aufzulösen. Nach Aussage seiner Tochter Nancy Sinatra war es Jules C. Stein, Gründer der MCA, der Sinatra mit 75.000 US-Dollar aus dem Vertrag herauskaufte.
Am 26. Dezember 1946 war Sinatra auch engagierter Entertainer auf der Havanna-Konferenz der Mafia und mit ihnen assoziierten Gangster, zu der Lucky Luciano und Meyer Lansky gebeten hatten.
Die Mafia von Chicago und deren Boss Sam Giancana setzten sich für das Erreichen eines positiven Ergebnisses für Kennedy bei den Vorwahlen im Bundesstaat West Virginia ein. Die Mobster hofften wohl, Sinatra und seine Kontakte zu John F. Kennedy nutzen zu können, um einer Strafverfolgung zu entgehen. Sinatra hatte im amerikanischen Präsidentschaftswahlkampf 1960 Kennedys offizielles Wahlkampflied High Hopes gesungen. Historiker bezweifeln jedoch wesentliche Auswirkungen der Wahlkampfspende. So ist unter anderem unklar, ob Kennedy von den Spenden wusste. Zudem hätte auch ein Sieg des Gegenkandidaten von Kennedy in Illinois, Richard Nixon, nicht dazu geführt, dass letzterer die Nominierung gewonnen hätte.
Auch hatte Sinatra einen Teil seines Einkommens unter anderem in Las Vegas und am Lake Tahoe angelegt, zwei Glücksspielmetropolen im Bundesstaat Nevada, in denen zweifellos die Cosa Nostra aktiv war. Sinatra verlor deswegen zeitweilig seine Lizenz, eigene Kasinos betreiben zu dürfen.
Das von Sinatra seit seiner Eröffnung 1952 bis 1967 regelmäßig mit Auftritten frequentierte Hotelkasino The Sands, an dem er zeitweise (bis zur Übernahme durch Howard Hughes) Anteile besaß, war unter anderem mit Geldern des Kosher Nostras Meyer Lansky gegründet worden. Dieser hatte sich das Geld mit Hilfe des zwielichtigen Gewerkschaftsführers Jimmy Hoffa aus dem Central States Pension Fund der Teamsters besorgt. Es war damals durchaus üblich, Künstler mit geringen Anteilen an den Kasinos auszustatten; so hielten etwa Harpo und Gummo Marx sowie Dean Martin Minderheitsbeteiligungen am Riviera in Las Vegas, als sie dort regelmäßig auftraten. Paul Anka behauptete in seiner im April 2013 erschienenen Autobiografie My Way, Sinatra habe versucht, einen Killer über die Mafia anzuheuern, da er nach der Übernahme der Kasinos durch Howard Hughes in Las Vegas die Spielchips nicht mehr kostenlos bekam und deshalb einen dafür verantwortlichen Kasinomanager umbringen wollte.
1965 soll Sinatra Joseph Stacher, der von den US-Behörden der organisierten Kriminalität zugerechnet wurde, bei dessen offiziell genehmigter Emigration nach Israel geholfen haben. Aus dem Jahr 1976 existiert ein Gruppenbild aus dem kurze Zeit später geschlossenen Westchester Premiere Theatre in Tarrytown im US-Bundesstaat New York, das Sinatra mit mehreren hochrangigen Mafiosi (unter anderem mit Carlo Gambino und dessen späterem Nachfolger Paul Castellano) zeigt. In den 1970er und in den 1980er Jahren fungierte Joseph V. Bilotti, ein Bruder von Thomas Bilotti, als Bodyguard von Sinatra; die Bilotti-Brüder gehörten der Gambino-Familie an; Thomas war Stellvertreter von Paul Castellano und als dessen Nachfolger vorgesehen. Die offiziellen Ermittlungen ergaben bisher in keinem Fall stichhaltige Beweise für eine direkte Verwicklung Sinatras in kriminelle Geschäfte und wurden daher 1978 wieder eingestellt. Anfang der 1980er Jahre erhielt Sinatra schließlich seine Spielbank-Lizenz wieder zugesprochen.

## Politisches und soziales Engagement

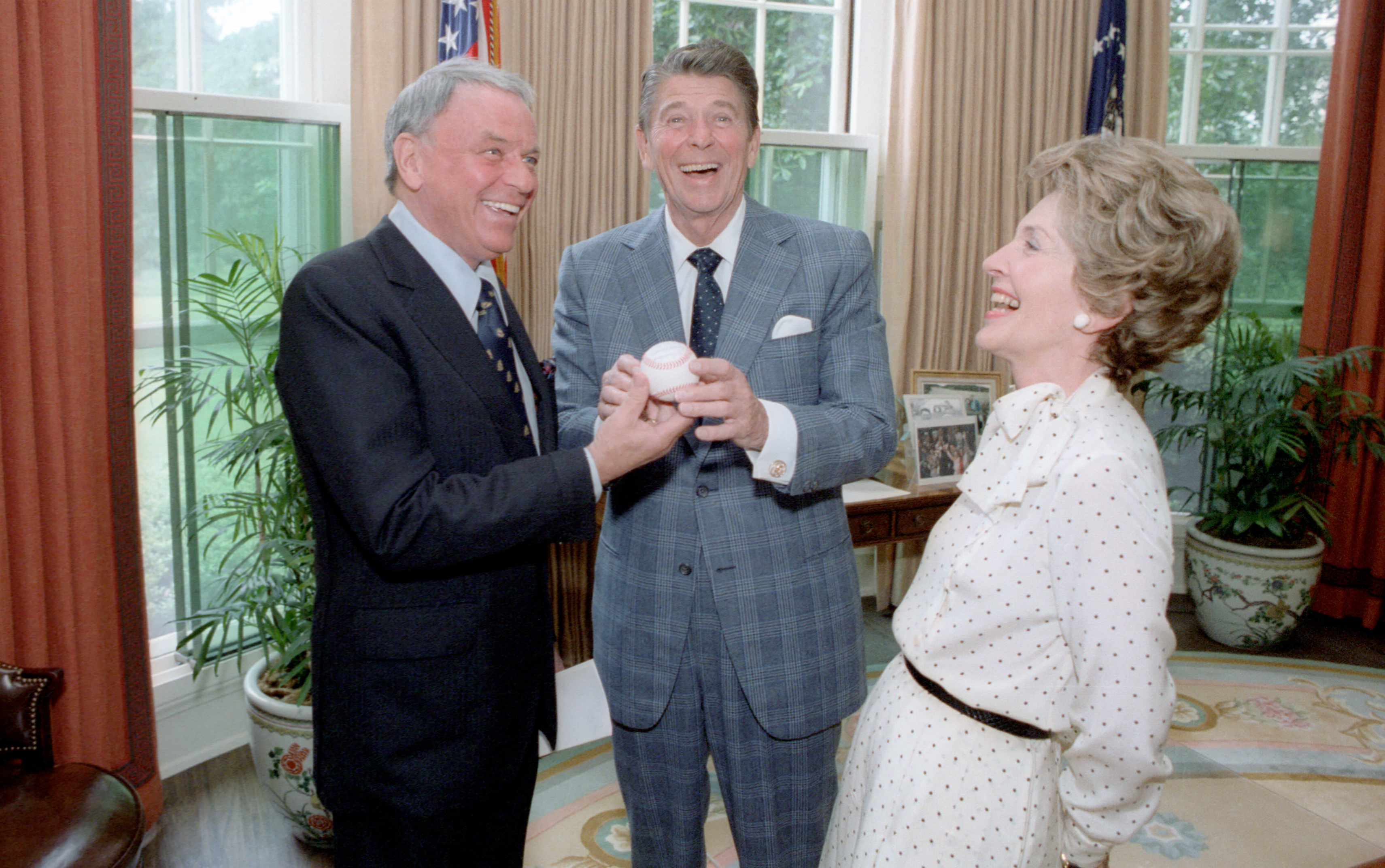
Frank Sinatra mit Nancy und Ronald Reagan im Weißen Haus, 1981

Frank Sinatras politisches und soziales Engagement begann bereits in den 1940er Jahren, als er die Präsidentschaft von Franklin D. Roosevelt unterstützte (wofür ihn Teile der republikanischen Presse den Crooner des New Deal nannten) und sich mit seinem Oscar-prämierten Kurzfilm The House I Live In (1945) gegen die damals noch vorherrschende Rassentrennung in seiner Heimat aussprach. In den 1960er Jahren unterstützte Sinatra die Bürgerrechtsbewegung von Martin Luther King, unternahm eine komplett auf eigene Kosten finanzierte Welttournee (1962) zugunsten verschiedener Kinderhilfsprojekte und engagierte sich stark für die Jugendarbeit in Israel und im Westjordanland, wo er 1964 in Nazareth ein heute noch bestehendes Erziehungsheim für jüdische und arabische Waisenkinder ins Leben rief. 1978 gründete er das Frank Sinatra International Student Center an der Hebräischen Universität Jerusalem, das im Juli 2002 Ziel eines Bombenanschlags war und anschließend wiederaufgebaut wurde.
Seit den 1970er Jahren unterstützte Sinatra vorwiegend republikanische Politiker wie Spiro Agnew oder Ronald Reagan, blieb aber zeitlebens Mitglied der Demokratischen Partei. Von Beginn seiner Karriere an trat Sinatra regelmäßig für wohltätige Zwecke auf. Für sein Engagement erhielt er zahlreiche hohe in- und ausländische staatliche Auszeichnungen, darunter die Freiheitsmedaille des Präsidenten und die Goldmedaille des Kongresses, die beiden höchsten zivilen Orden der USA. Die Summe aller von ihm im Laufe der Jahrzehnte auf Benefiz-Veranstaltungen eingespielten und gespendeten Gelder wird auf über eine Milliarde Dollar geschätzt.

## Bedeutung und Nachwirkung

### Weltweites Renommee

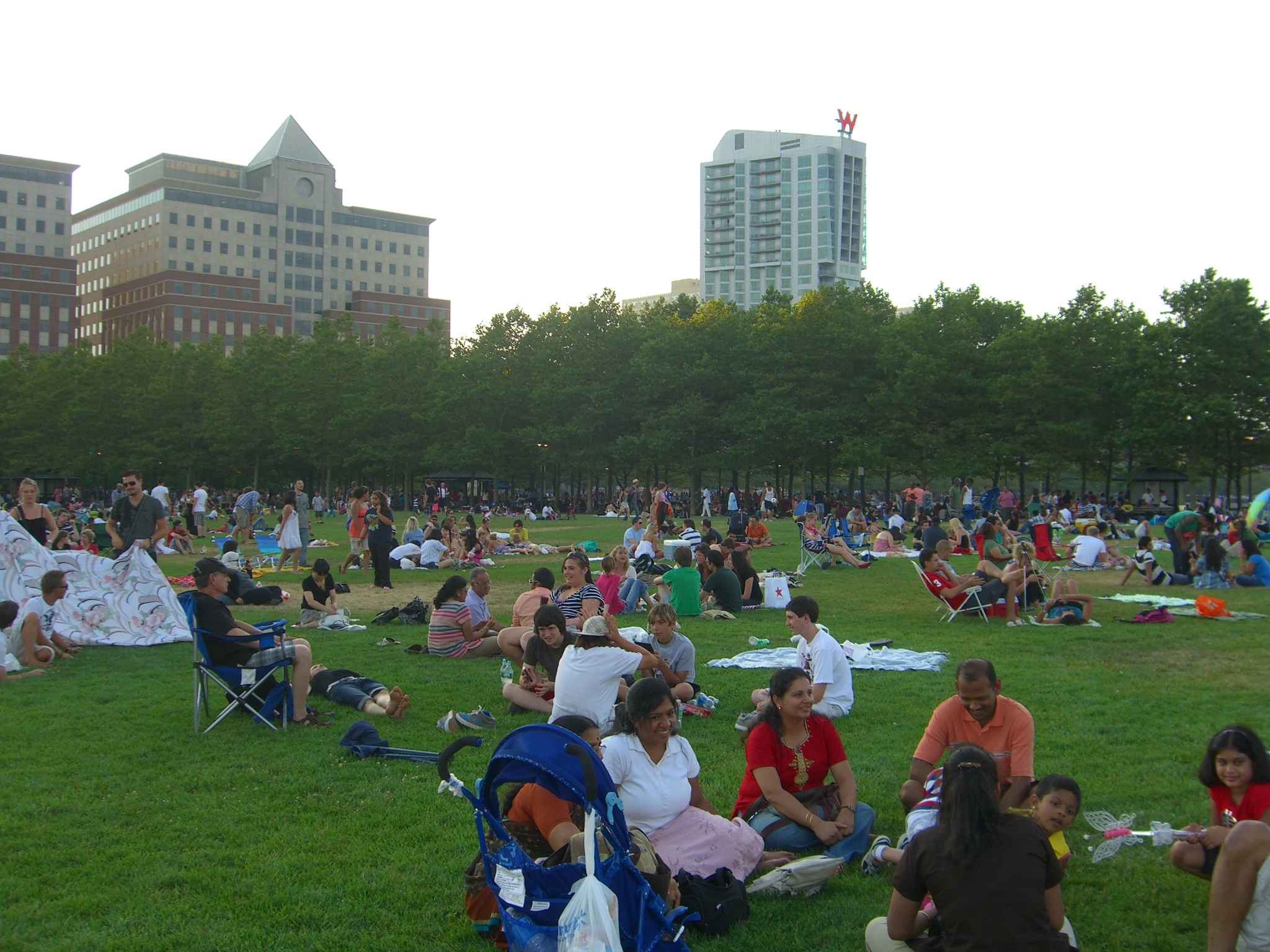
Frank Sinatra Park in Hoboken, New Jersey.

Sinatra war ein überaus produktiver Künstler, der in den 54 Jahren zwischen 1939 und 1993 insgesamt knapp 1300 Lieder im Studio einspielte und in seiner Bühnenkarriere zwischen 1933 und 1995 mit live dargebotenen Interpretationen rund 1900 verschiedener Lieder sein musikalisches Vermächtnis aufbaute. Dabei war er vielfach ein Mann der Superlative. Von 1940 bis 2007 etwa verging kein Jahr, ohne dass wenigstens ein Sinatra-Titel in den Billboard-Charts (Singles beziehungsweise Alben) aufgetaucht wäre. Sein Capitol-Album Come Dance with Me hielt sich ab 31. Januar 1959 ganze 140 Wochen in den Billboard-LP-Charts, neun weitere Alben blieben dort länger als ein Jahr.
Zwischen Januar 1961 und August 1963 veröffentlichte Sinatra insgesamt 14 verschiedene komplett neu eingespielte Alben, von denen 12 in die Top-30 der Billboard-Charts kamen. Sinatra selbst gewann seit der Einführung des Preises 1958 bis 1995 achtzehnmal den Grammy und erhielt weitere 25 Nominierungen (postum kamen weitere Preise und Nominierungen hinzu). Für seine musikalischen Fernsehshows gewann er viermal den Emmy. Mit seinem Konzert im Fußballstadion Maracanã in Rio de Janeiro im Januar 1980 vor 175.000 Zuschauern war Sinatra bis 1988, als Tina Turner an gleicher Stelle mehr Zuhörer anlockte, im Guinness-Buch der Rekorde vertreten.
Sinatra ist auf allen Kontinenten der Erde und in mehr als drei Dutzend Ländern aufgetreten; in über 90 verschiedenen Ländern wurden seine Platten zu Lebzeiten in eigenen Pressungen verkauft. Acht Jahre nach seinem Tod brach Frank Sinatra noch Rekorde – bereits vor der offiziellen Eröffnung im März 2006 verkaufte das Palladium-Theatre in London (wo Sinatra 1950 sein Konzertdebüt in England gegeben hatte) für mehr als 1,5 Millionen Pfund Tickets für eine mehrmonatige Multimedia-Sinatra-Konzertshow. Den vorherigen Rekord hatte Sinatra im November 1975 mit einer Konzertreihe zusammen mit Sarah Vaughan und Count Basie selbst aufgestellt, als es für insgesamt 15.000 Tickets für zehn Shows in acht Tagen knapp 400.000 Anfragen gab.

### Musikalische Bedeutung
Sinatra, der nie eine professionelle Gesangsausbildung erhielt und nach eigenem Bekunden auch in späteren Jahren nur rudimentär Noten lesen konnte, gilt bei vielen als einer der bedeutendsten Liedinterpreten des 20. Jahrhunderts. Auch Musiker abseits des Crooner-Entertainments, des Jazz und des Swing schätzten Sinatras herausragende Rolle auf diesem Gebiet – beispielsweise der von Folk und Rock kommende Songwriter Bob Dylan, der 2015 das Konzeptalbum Shadows in the Night mit Neueinspielungen von Sinatra-Songs veröffentlichte. Auch der deutsche Entertainer Harald Juhnke nahm sich als Sänger Sinatra zum Vorbild. Sinatra selbst nannte beispielsweise Bing Crosby, Ruth Etting, Al Jolson, Rudy Vallée oder Mabel Mercer als Vorbilder oder stilbildende Einflüsse für seine Arbeit.
Darüber hinaus bezog Sinatra, von Jugend an ein großer Liebhaber klassischer Musik, viele Inspirationen für seine Arbeiten vom Belcanto, besonders für seine von Anfang an ausgeprägten improvisatorischen Koloraturen. Er nannte Mario Lanza und Enrico Caruso als diejenigen, die er schon von Jugend an über ihre Aufnahmen studiert habe. Gleiches gilt für die Lieder von Franz Schubert. Daneben war er mit an der New Yorker Metropolitan Opera erfolgreichen Opernsängern wie Lawrence Tibbett, Carlos Ramírez, Lauritz Melchior, Robert Merrill und Luciano Pavarotti befreundet. Mit ihnen allen trat er gemeinsam auf und sie gaben ihm gelegentlich Tipps zur Verfeinerung seiner Gesangstechnik.
Wenig bekannt ist, dass er diejenigen zeitgenössischen Orchester studierte, die neue Wege gingen, wie dem von Spike Jones, mit dem zusammen er einige Titel fürs Radio einspielte, oder Stan Kenton mit seinem experimentellen Innovations Orchestra der frühen Fünfziger, dem Sinatra 1955 ein eigenes Radiospecial (Biography in Sound: Sinatra on Kenton) widmete. All dies bestärkte sein Talent, jenseits vorgegebener Noten in die lyrische Improvisation eines Liedes einzutauchen und den Text eines Lieds neben Melodie und Rhythmus zum gleichwertigen Bestandteil einer Aufnahme zu machen. Im Balladenfach, aber auch im Bereich des Swing wurde Sinatra damit stilbildend.
Aufgrund der Effekte, die er bei seinem Publikum hervorrief, setzen viele Sinatras musikalisches Wirken im Rahmen der Geschichte der Popkultur mit dem der Beatles und Elvis Presleys gleich. Sinatra löste in den 1940er Jahren als Erster das Phänomen einer Massenhysterie aus. Tausende junger Mädchen, die sogenannten „Bobby soxers“, kippten (etwa anlässlich von Sinatras Konzertserie im New Yorker Paramount Theatre im Oktober 1944, den berühmt gewordenen Columbus Day Riots) reihenweise um oder schrien, als sie ihren Star im Konzert auf der Bühne bewundern durften. Dabei tat er nichts anderes als viele andere Big-Band-Sänger der Zeit auch, nämlich romantische Lieder zu singen. Aber er hatte dabei, im Gegensatz zu vielen seiner Kollegen, eben von Anfang an „das gewisse Etwas“ und läutete damit eine neue Ära in der Musiklandschaft ein. Vor allem machte er romantische Balladen modern, wo früher die Big Bands insofern maßgebend gewesen waren, als sie ihren jeweiligen Stimmen, also den Sängerinnen und Sängern, keine musikalische Hauptrolle beimaßen: Manche sprechen davon, Sinatra sei in diesem Sinne „der Tod der klassischen Big-Bands“ gewesen, indem er den Gesang in den Vordergrund rückte.
Gesanglich setzte er mit vielen seiner Alben gleich mehrfach bis heute Maßstäbe, was Phrasierung, Timing und lyrische Tiefe betrifft. Das gilt nicht nur für die Balladen, sondern auch besonders für seine rhythmischen Improvisationen bei Liedern in schnellerem Tempo. Auf eine bestimmte typische Technik ließ er sich dabei nie festlegen, „aber immer klingt es so, wie man spontan meint, dass es schon immer hätte klingen sollen“, wie Count Basie es ausdrückte, wie es mit ihm aber auch viele andere Musikhörer weltweit bemerkt haben. Dionne Warwick soll einmal über Sinatra gesagt haben:

„Er könnte den Menschen das Telefonbuch vorsingen, und es würde ihnen immer noch gefallen.“

### Der Jazz-Sänger
Als einer der ersten Interpreten der Populärmusik ließ Sinatra – der als einen seiner wesentlichsten Einflussgeber oft Billie Holiday bezeichnet hatte – Jazz-Elemente in seinen Gesang einfließen. Dies charakterisierte seinen persönlichen Stil, während anderen Interpreten wie Bing Crosby solche Improvisationen fremd blieben, und unterschied ihn auch von zahlreichen anderen Croonern. Unter Jazz-Puristen in Zuhörerkreisen ist Sinatras Stellenwert als Jazzsänger zwar umstritten, dafür ist Sinatras Rang unter den professionellen Jazzmusikern umso höher. Es gibt kaum einen namhaften Jazzmusiker, von Oscar Peterson über Lester Young und Stan Getz zu Miles Davis, der sich nicht entsprechend darüber geäußert hat, wie sehr Sinatras Aufnahmen ihren Stil beeinflusst haben – und es sind vor allem berühmte Instrumentalsolisten, die sich so äußern. Besonders Miles Davis, der Sinatra nur einmal persönlich traf, brachte es auf den Punkt: „Was ich für mein Instrument an Phrasierungstechnik gelernt habe, das verdanke ich zu einem sehr großen Teil den Aufnahmen von Frank Sinatra.“
Sinatra arbeitete über Jahrzehnte hinweg mit prägenden Vertretern des Jazz zusammen. Am Anfang standen Künstler wie Harry James, Joe Bushkin oder Buddy Rich, später kam die intensive Kooperation mit Count Basie hinzu, mit dem Sinatra mehrfach auf Tournee ging, unter anderem beim Newport Jazz Festival 1965 auftrat sowie drei Schallplatten und zwei Fernsehsendungen einspielte. Als herausragend wird Sinatras Arbeit mit Red Norvo und dessen Quintett betrachtet (1959/60), wobei sich Sinatra in einem auf Platte veröffentlichten Mitschnitt aus Australien als genuiner Jazzinterpret erwies, der sämtliche Stilelemente etablierter Jazzsänger für sich adaptieren konnte. Dort wurde auch Sinatras Talent zum Scat-Gesang offenbar. 1967 spielte Sinatra ein Album mit Duke Ellington ein, wo sich der Sänger als konzentrierter und disziplinierter Interpret sowie kongenialer Partner erwies. Über viele Jahre hinweg erstreckte sich auch Sinatras Arbeit mit Ella Fitzgerald, mit der er gemeinsam in Konzerten und Fernseh-Shows auftrat. Fitzgerald sollte 1993 auch auf Sinatras Duets-Album mitwirken, was jedoch an ihrem schlechten Gesundheitszustand scheiterte. Weitere Partner Sinatras bei Konzerten waren Sarah Vaughan und George Shearing.
Sinatras Album L.A. Is My Lady von 1984 brachte den Künstler noch einmal mit wesentlichen Vertretern des Jazz zusammen. Unter der Leitung von Quincy Jones arbeitete Sinatra unter anderem mit Ray Brown, George Benson, Randy Brecker, Michael Brecker, Lionel Hampton, Jerome Richardson, Steve Gadd, Jon Faddis, Ralph MacDonald, Bob James, Frank Foster, Frank Wess, Buddy Collette, Major Mule Holley und Urbie Green zusammen. Dabei sang Sinatra Standards wie Teach Me Tonight, It’s Allright with Me, Mack the Knife, Until the Real Thing Comes Along, Stormy Weather, If I Should Lose You und After You’ve Gone ein. Im Rahmen der Sinatra-Diskografie wurde dieses Album lange eher geringschätzig betrachtet, doch unter Jazz-Fans errang Sinatra damit großen Ruhm.
Das Magazin Rolling Stone wählte sein gemeinsames Album mit Antônio Carlos Jobim mit dem Titel Francis Albert Sinatra & Antonio Carlos Jobim von 1967 in seiner Liste Die 100 besten Jazz-Alben auf Platz 91.

## Auftritte in Deutschland
Zwischen 1951 und 1993 war Frank Sinatra sechsmal auf Konzertreise in Deutschland und gab dabei insgesamt zwölf Konzerte. Dabei war sein Verhältnis zu Deutschland, wo er erstmals im Dezember 1951 in Wiesbaden gastierte, lange Zeit gespalten. Bei seinem ersten Besuch 1951, an seinem 36. Geburtstag, wurde Sinatra von seiner damals frisch angetrauten zweiten Ehefrau Ava Gardner begleitet. 1961 gastierte Sinatra gemeinsam mit Dean Martin in Frankfurt. Außerdem war Sinatra am 20. Juni 1968 bei einem privaten Überraschungsbesuch in München, wo damals seine Tochter Tina Sinatra als Lebensgefährtin des Regisseurs Michael Pfleghar lebte.
Die 1975 im Rahmen seiner Europa-Tournee in Deutschland geplanten Auftritte standen unter keinem guten Stern. Der Kartenvorverkauf verlief schleppend, und sein Arrangeur und Orchesterleiter Don Costa erkrankte nach dem zweiten Konzert schwer, so dass ein dritter in Berlin geplanter Auftritt abgesagt werden musste. Zwar absolvierte Sinatra seine beiden Auftritte in München und Frankfurt kommentarlos, doch einige Tage später in London folgten einige abfällige Bemerkungen über das deutsche Publikum.
Erst 1989 kam Sinatra im Rahmen der Ultimate Event-Welttournee gemeinsam mit Liza Minnelli und Sammy Davis, Jr. wieder für ein Konzert nach Deutschland. 1991 folgte ein weiterer Auftritt in Frankfurt im Rahmen seiner Diamond Jubilee-Welttournee. Bei seiner Deutschland-Tournee Ende Mai und Anfang Juni 1993, mit Konzerten in Dortmund, Hamburg, Berlin, Stuttgart und Köln, fühlte sich Sinatra, der für zehn Tage im Stadtteil Deutz Quartier genommen hatte, dann nach eigener Aussage sehr wohl. Die fünf Konzerte waren zugleich seine letzten Konzertauftritte in Europa.
| Datum         | Veranstaltungsort                             | Orchesterleitung  | Programm |
| ------------- | --------------------------------------------- | ----------------- | --- |
| 12. Dez. 1951 | Wiesbaden, Casino                             |                   | (zwei Shows um 16 Uhr und 20:30 Uhr) |
| 7. Aug. 1961  | Frankfurt am Main                             |                   | mit Dean Martin |
| 23. Mai 1975  | München, Olympiahalle                         | Don Costa         | You Are the Sunshine of My Life / Bad Bad Leroy Brown / But Beautiful / Didn’t We? / Something / Nice’n’Easy / My Way / Saloon Medley: Last Night When We Were Young – Violets for Your Furs – Here’s That Rainy Day / Cycles / Strangers in the Night / Let Me Try Again / If / The Lady Is a Tramp / I’ve Got You Under My Skin / My Kind of Town / Put Your Dreams Away                                                              |
| 2. Mai 1975   | Frankfurt am Main, Jahrhunderthalle           | Don Costa         | You Are the Sunshine of My Life / Bad Bad Leroy Brown / But Beautiful / Didn’t We? / Something / Nice’n’Easy / My Way / Saloon Medley: Just One of Those Things – It Never Entered My Mind – When Your Lover Has Gone / Cycles / Strangers in the Night / Let Me Try Again / If / The Lady Is a Tramp / I’ve Got You Under My Skin / My Kind of Town / Put Your Dreams Away                                                             |
| 29. Apr. 1989 | München, Olympiahalle                         | Frank Sinatra jr. | mit Liza Minnelli und Sammy Davis, Jr. (The Ultimate Event) For Once in My Life / Come Rain or Come Shine / The Best Is Yet to Come / I Have Dreamed / Where or When / Bewitched / Strangers in the Night / Soliloquy / Mack the Knife / My Way / Medley mit Liza Minnelli und Sammy Davis, Jr. |
| 5. Okt. 1991  | Frankfurt am Main, Festhalle                  | Frank Sinatra jr. | mit Steve Lawrence und Eydie Gormé (Diamond Jubilee Tour) Come Fly with Me / Where or When / You Make Me Feel So Young / Come Rain or Come Shine / For Once in My Life / The Lady Is a Tramp / Bewitched / The Best Is Yet to Come / Summer Wind / I’ve Got You Under My Skin / Mack The Knife / One for My Baby / Luck Be a Lady / Theme from New York, New York / „Sinatra A to Z“-Medley mit Steve Lawrence und Eydie Gormé / My Way |
| 31. Mai 1993  | Dortmund, Westfalenhalle                      | Frank Sinatra jr. | I’ve Got the World on a String / All or Nothing at All / My Kind of Town / For Once in My Life / A Foggy Day / Come Rain or Come Shine / I’ve Got You Under My Skin / The Best Is Yet to Come / Luck Be a Lady / Strangers in the Night / What Now My Love? / My Heart Stood Still / Theme from New York, New York / Guess I’ll Hang My Tears Out to Dry / Summer Wind / Mack the Knife / My Way                                        |
| 2. Juni 1993  | Hamburg, Derbypark (open air)                 | Frank Sinatra jr. | Come Fly with Me / You Make Me Feel So Young / Where or When / I Get a Kick Out of You / For Once in My Life / Come Rain or Come Shine / The Lady Is a Tramp / Mack the Knife / Witchcraft / The Best Is Yet to Come / Strangers in the Night / Street of Dreams / Moonlight in Vermont / Theme from New York, New York / Angel Eyes / Summer Wind / My Way                                                                             |
| 3. Juni 1993  | Berlin, Deutschlandhalle                      | Frank Sinatra jr. | I’ve Got the World on a String / All or Nothing at All / My Kind of Town / For Once in My Life / A Foggy Day / Come Rain or Come Shine / I’ve Got You Under My Skin / The Best Is Yet to Come / Luck Be a Lady / Strangers in the Night / What Now My Love? / I’ve Got a Crush on You / Theme from New York, New York / Guess I’ll Hang My Tears Out to Dry / Summer Wind / Mack the Knife / My Way                                     |
| 5. Juni 1993  | Stuttgart, Neues Schloss, Ehrenhof (open air) | Frank Sinatra jr. | Come Fly with Me / You Make Me Feel So Young / Where or When / I Get a Kick Out of You / For Once in My Life / Come Rain or Come Shine / The Lady Is a Tramp / Mack the Knife / Witchcraft / The Best Is Yet to Come / Strangers in the Night / Street of Dreams / Ol’Man River / Theme from New York, New York / Angel Eyes / Summer Wind / My Way                                                                                     |
| 6. Juni 1993  | Köln, Roncalliplatz (open air)                | Frank Sinatra jr. | I’ve Got the World on a String / All Or Nothing at All / My Kind of Town / For Once in My Life / A Foggy Day / Come Rain or Come Shine / I’ve Got You Under My Skin / The Best Is Yet to Come / Luck Be a Lady / Strangers in the Night / What Now My Love? / Barbara / Theme from New York, New York / Guess I’ll Hang My Tears Out to Dry / Summer Wind / Mack the Knife / My Way                                                     |

## Auftritte in Österreich
Sinatra trat im Laufe seiner Karriere dreimal in Österreich auf. Alle drei Konzerte fanden in der Wiener Stadthalle statt. Erstmals gastierte Sinatra dort am 22. Mai 1975 im Rahmen seiner ersten Europa-Tournee seit 1962. Das Konzert, bei dem Sinatras Orchester von Don Costa geleitet wurde, verfolgten 10.600 Zuschauer.
Sein zweiter Aufenthalt führte Sinatra vom 30. September bis 3. Oktober 1984 in die Donaumetropole – und den bestritt er ausschließlich auf eigene Kosten. Sein Konzert am 2. Oktober 1984, bei dem Sinatra vom Orchester seines Weggefährten aus Dorsey-Zeiten Buddy Rich unter der Leitung von Joe Parnello begleitet wurde, war ein Benefiz-Auftritt zugunsten des Behindertenhilfsprojekts Licht ins Dunkel und wurde von der damaligen US-amerikanischen Botschafterin in Österreich, Helene von Damm, in die Wege geleitet. Der ORF unterbrach sein Fernsehprogramm, um drei Lieder des Konzertes live zu übertragen. Die anschließende Versteigerung des Bühnenmikrophons erbrachte weitere 250.000 Schilling für die Wohltätigkeitsorganisation. Am Tag zuvor war Sinatra im Wiener Unterrichtsministerium von Minister Herbert Moritz das Österreichische Ehrenkreuz für Wissenschaft und Kunst 1. Klasse überreicht worden. Am 30. April 1989 reiste Sinatra ein drittes Mal nach Wien, wo er im Rahmen der Ultimate-Event-Welttournee gemeinsam mit Liza Minnelli und Sammy Davis, Jr. auftrat.
| Datum         | Veranstaltungsort | Orchesterleitung  | Programm |
| ------------- | ----------------- | ----------------- | --- |
| 22. Mai 1975  | Wien, Stadthalle  | Don Costa         | You Are the Sunshine of My Life / Bad Bad Leroy Brown / But Beautiful / Didn’t We? / Something / Nice ’n’ Easy / My Way / Cycles / Strangers in the Night / Let Me Try Again / If / The Lady Is a Tramp / I’ve Got You Under My Skin / My Kind of Town / Put Your Dreams Away                              |
| 2. Okt. 1984  | Wien, Stadthalle  | Joe Parnello      | Fly Me to the Moon, The Lady Is a Tramp, Come Rain or Come Shine, This Is All I Ask, L.A. Is My Lady, Pennies from Heaven, Luck Be a Lady, My Way, Here’s to the Band, Guess I’ll Hang My Tears Out to Dry, Don’t Worry 'Bout Me, Theme from New York, New York, Strangers In the Night, Mack the Knife    |
| 30. Apr. 1989 | Wien, Stadthalle  | Frank Sinatra jr. | mit Liza Minnelli und Sammy Davis, Jr. (The Ultimate Event) unter anderem: For Once in My Life / Come Rain or Come Shine / The Best Is Yet to Come / I Have Dreamed / Where or When / Bewitched / Strangers in the Night / Mack the Knife / My Way / ’Style’-Medley mit Liza Minnelli und Sammy Davis, Jr. |

## Diskografie
Alben

| Jahr | Titel Musiklabel Katalog-Nr.                                                               | Höchstplatzierung, Gesamtwochen, AuszeichnungChartplatzierungen (Jahr, Titel, Musiklabel Katalog-Nr., Platzierungen, Wochen, Auszeichnungen, Anmerkungen) | Höchstplatzierung, Gesamtwochen, AuszeichnungChartplatzierungen (Jahr, Titel, Musiklabel Katalog-Nr., Platzierungen, Wochen, Auszeichnungen, Anmerkungen) | Höchstplatzierung, Gesamtwochen, AuszeichnungChartplatzierungen (Jahr, Titel, Musiklabel Katalog-Nr., Platzierungen, Wochen, Auszeichnungen, Anmerkungen) | Höchstplatzierung, Gesamtwochen, AuszeichnungChartplatzierungen (Jahr, Titel, Musiklabel Katalog-Nr., Platzierungen, Wochen, Auszeichnungen, Anmerkungen) | Höchstplatzierung, Gesamtwochen, AuszeichnungChartplatzierungen (Jahr, Titel, Musiklabel Katalog-Nr., Platzierungen, Wochen, Auszeichnungen, Anmerkungen) | Anmerkungen |
| Jahr | Titel Musiklabel Katalog-Nr.                                                               | DE | AT | CH | UK | US | Anmerkungen |
| ---- | ------------------------------------------------------------------------------------------ | --- | --- | --- | --- | --- | --- |
| 1946 | The Voice of Frank Sinatra Columbia C-112                                                  | — | — | — | — | US1 (18 Wo.)US | Erstveröffentlichung: 4. März 1946 mit dem Orchester von Axel Stordahl |
| 1947 | Songs by Sinatra – Volume I Columbia C-124                                                 | — | — | — | — | US2 (7 Wo.)US | Erstveröffentlichung: April 1947 Frank Sinatra mit Axel Stordahl & his Orchestra |
| 1948 | Christmas Songs by Sinatra Columbia C-167                                                  | — | — | — | — | US7 (1 Wo.)US | Erstveröffentlichung: November 1948 |
| 1949 | And the Band Sings Too Victor P-247                                                        | — | — | — | — | US9 (1 Wo.)US | Erstveröffentlichung: Oktober 1949 Tommy Dorsey & his Orchestra feat. Jack Leonard und Frank Sinatra |
| 1954 | Songs for Young Lovers Capitol H-488                                                       | — | — | — | — | US3 (44 Wo.)US | Erstveröffentlichung: Januar 1954 Frank Sinatra mit Nelson Riddle & his Orchestra |
| 1954 | Swing Easy Capitol H-528                                                                   | — | — | — | UK— GoldUK | US3 (38 Wo.)US | Erstveröffentlichung: 2. August 1954 Frank Sinatra mit Nelson Riddle & his Orchestra |
| 1955 | Frank Sinatra Sings Songs from his Warner Bros. Picture "Young at Heart" Capitol EAP 1-571 | — | — | — | — | US11 (6 Wo.)US | Erstveröffentlichung: Januar 1955 aus der Warner-Bros.-Produktion Man soll nicht mit der Liebe spielen (1955) von Gordon Douglas; enthält die Songs Young at Heart, Someone to Watch over Me, Just One of Those Things und You My Love |
| 1955 | In the Wee Small Hours Capitol W-581                                                       | — | — | — | UK— SilberUK | US1 Gold · (56 Wo.)US | Erstveröffentlichung: April 1955 Frank Sinatra mit Nelson Riddle & his Orchestra |
| 1955 | Our Town Capitol EAP 1-673                                                                 | — | — | — | — | US2 (7 Wo.)US | Erstveröffentlichung: Oktober 1955 Frank Sinatra mit Nelson Riddle & his Orchestra |
| 1956 | Songs for Swingin’ Lovers Capitol LCT6106                                                  | — | — | — | UK1 Gold · (35 Wo.)UK | US2 Gold · (58 Wo.)US | Erstveröffentlichung: März 1956 |
| 1957 | Close to You Capitol LCT6130                                                               | — | — | — | UK2 (9 Wo.)UK | US5 (14 Wo.)US | Erstveröffentlichung: Januar 1957 |
| 1957 | Frankie Philips BBL7168                                                                    | — | — | — | UK3 (7 Wo.)UK | — | Erstveröffentlichung: Juli 1957 |
| 1957 | A Swingin’ Affair Capitol LCT6135                                                          | — | — | — | UK1 (20 Wo.)UK | US2 (40 Wo.)US | Erstveröffentlichung: Juni 1957 |
| 1957 | A Jolly Christmas from Frank Sinatra UMC / Virgin 3786254                                  | DE12 (8 Wo.)DE | AT14 (8 Wo.)AT | CH5 (9 Wo.)CH | UK93 (1 Wo.)UK | US18 Platin · (9 Wo.)US | Erstveröffentlichung: 21. September 1957 in DE/AT/UK 2020/2021 und in CH 2021/2022 erstmals in den Charts |
| 1957 | Where Are You? Capitol LCT6152                                                             | — | — | — | UK3 (5 Wo.)UK | US3 (30 Wo.)US | Erstveröffentlichung: September 1957 |
| 1958 | Come Fly with Me Capitol LCT6154                                                           | — | — | — | UK2 (26 Wo.)UK | US1 Gold · (65 Wo.)US | Erstveröffentlichung: Januar 1958 |
| 1958 | Frank Sinatra Sings for Only the Lonely Capitol LCT6168 / LCT6154                          | — | — | — | UK3 (14 Wo.)UK | US1 Gold · (117 Wo.)US | Erstveröffentlichung: September 1958 |
| 1959 | Come Dance with Me Capitol LCT6179                                                         | — | — | — | UK2 (30 Wo.)UK | US2 Gold · (127 Wo.)US | Erstveröffentlichung: Januar 1959 |
| 1959 | No One Cares Capitol                                                                       | — | — | — | — | US7 (66 Wo.)US | Erstveröffentlichung: Juli 1959 |
| 1960 | Come Back to Sorrento Fontana TFL5082                                                      | — | — | — | UK6 (9 Wo.)UK | — | Erstveröffentlichung: Oktober 1960 |
| 1960 | Swing Easy Capitol W587                                                                    | — | — | — | UK5 Gold · (17 Wo.)UK | — | Erstveröffentlichung: 1960 |
| 1960 | Nice ’N’ Easy Capitol W1417                                                                | — | — | — | UK4 (28 Wo.)UK | US1 Gold · (86 Wo.)US | Erstveröffentlichung: Juli 1960 |
| 1961 | Sinatra’s Swinging Sessions Capitol W1491                                                  | — | — | — | UK6 (8 Wo.)UK | US3 (36 Wo.)US | Erstveröffentlichung: Januar 1961 |
| 1961 | Ring-a-Ding-Ding! Reprise R1001                                                            | — | — | — | UK8 (9 Wo.)UK | US4 (35 Wo.)US | Erstveröffentlichung: März 1961 |
| 1961 | Come Swing With Me Capitol W1594                                                           | — | — | — | UK13 (4 Wo.)UK | US8 (39 Wo.)US | Erstveröffentlichung: Juli 1961 |
| 1961 | Swing Along With Me Reprise R1002                                                          | — | — | — | UK8 (8 Wo.)UK | US6 (21 Wo.)US | Erstveröffentlichung: Juli 1961 neuer Titel: Sinatra Swings |
| 1961 | I Remember Tommy Reprise R1003                                                             | — | — | — | UK10 (12 Wo.)UK | US3 (42 Wo.)US | Erstveröffentlichung: Oktober 1961 |
| 1962 | Sinatra and Strings Reprise R1004                                                          | — | — | — | UK6 (20 Wo.)UK | US8 (31 Wo.)US | Erstveröffentlichung: Januar 1962 |
| 1962 | Point of No Return Capitol                                                                 | — | — | — | — | US18 (29 Wo.)US | Erstveröffentlichung: März 1962 |
| 1962 | Sinatra and Swingin’ Brass Reprise R1005                                                   | — | — | — | UK14 (11 Wo.)UK | US18 (16 Wo.)US | Erstveröffentlichung: Juli 1962 |
| 1962 | All Alone Reprise                                                                          | — | — | — | — | US25 (17 Wo.)US | Erstveröffentlichung: Oktober 1962 |
| 1962 | Great Songs from Great Britain RepriseR1006                                                | — | — | — | UK12 (9 Wo.)UK | — | Erstveröffentlichung: November 1962 |
| 1962 | Sinatra–Basie: An Historic Musical First Reprise R1008                                     | — | — | — | UK2 (23 Wo.)UK | US5 (42 Wo.)US | Erstveröffentlichung: 10. Dezember 1962 mit Count Basie |
| 1963 | The Concert Sinatra Reprise R1009                                                          | — | — | — | UK8 (18 Wo.)UK | US6 (35 Wo.)US | Erstveröffentlichung: Mai 1963 |
| 1963 | Sinatra’s Sinatra Reprise R1010                                                            | — | — | — | UK7 (24 Wo.)UK | US8 Gold · (43 Wo.)US | Erstveröffentlichung: August 1963 |
| 1963 | Tell Her You Love Her                                                                      | — | — | — | — | US129 (4 Wo.)US | Erstveröffentlichung: 1963 |
| 1964 | Days of Wine and Roses, Moon River And Other Academy Award Winners                         | — | — | — | — | US10 (24 Wo.)US | Erstveröffentlichung: März 1964 |
| 1964 | America, I Hear You Singing                                                                | — | — | — | — | US116 (7 Wo.)US | Erstveröffentlichung: April 1964 |
| 1964 | It Might As Well Be Swing Reprise R1012                                                    | — | — | — | UK17 (4 Wo.)UK | — | Erstveröffentlichung: August 1964 mit Count Basie |
| 1964 | Softly As I Leave You Reprise R1013                                                        | — | — | — | UK20 (1 Wo.)UK | US19 (28 Wo.)US | Erstveröffentlichung: November 1964 |
| 1965 | September of My Years                                                                      | — | — | — | — | US5 Gold · (69 Wo.)US | Erstveröffentlichung: August 1965 |
| 1965 | My Kind of Broadway                                                                        | — | — | — | — | US30 (16 Wo.)US | Erstveröffentlichung: November 1965 |
| 1965 | A Man and His Music Reprise R1016                                                          | — | — | — | UK9 (19 Wo.)UK | US9 Platin · (32 Wo.)US | Erstveröffentlichung: November 1965 |
| 1966 | Moonlight Sinatra Reprise R1018                                                            | — | — | — | UK18 (8 Wo.)UK | US34 (14 Wo.)US | Erstveröffentlichung: März 1966 |
| 1966 | Strangers in the Night Reprise R1017                                                       | DE3 (40 Wo.)DE | — | — | UK4 (18 Wo.)UK | US1 Platin · (73 Wo.)US | Erstveröffentlichung: Mai 1966 |
| 1966 | Sings for the Pleasure MFP 1120                                                            | — | — | — | UK26 (2 Wo.)UK | — | Erstveröffentlichung: 1966 |
| 1966 | That’s Life Reprise RSLP1020                                                               | — | — | — | UK22 (12 Wo.)UK | US6 Gold · (61 Wo.)US | Erstveröffentlichung: Dezember 1966 |
| 1967 | Francis Albert Sinatra & Antônio Carlos Jobim                                              | — | — | — | — | US19 (28 Wo.)US | Erstveröffentlichung: März 1967 mit Antônio Carlos Jobim |
| 1967 | Frankie Boy & Nancy Girl                                                                   | DE31 (4 Wo.)DE | — | — | — | — | Erstveröffentlichung: 1967 mit Nancy |
| 1967 | The World We Know Reprise RSLP1022                                                         | — | — | — | UK28 (5 Wo.)UK | US24 (23 Wo.)US | Erstveröffentlichung: August 1967 |
| 1968 | Francis A. & Edward K.                                                                     | — | — | — | — | US78 (13 Wo.)US | Erstveröffentlichung: Januar 1968 |
| 1968 | Cycles                                                                                     | — | — | — | — | US18 Gold · (28 Wo.)US | Erstveröffentlichung: November 1968 |
| 1969 | My Way Reprise RSLP1029                                                                    | DE— GoldDE | — | — | UK2 (52 Wo.)UK | US11 Gold · (19 Wo.)US | Erstveröffentlichung: März 1969 |
| 1969 | A Man Alone Reprise RSLP1030                                                               | — | — | — | UK18 (7 Wo.)UK | US30 (16 Wo.)US | Erstveröffentlichung: August 1969 |
| 1970 | Watertown Reprise RSLP1031                                                                 | — | — | — | UK14 (9 Wo.)UK | US101 (10 Wo.)US | Erstveröffentlichung: März 1970 |
| 1971 | Sinatra and Company Reprise RSLP1033                                                       | — | — | — | UK9 (8 Wo.)UK | US73 (15 Wo.)US | Erstveröffentlichung: März 1971 |
| 1971 | Frank Sinatra Sings Rodgers and Hart STARLINE SRS5083                                      | — | — | — | UK35 (1 Wo.)UK | — | Erstveröffentlichung: 1971 |
| 1973 | Ol’ Blue Eyes Is Back Warner Brothers K44249                                               | — | — | — | UK12 Gold · (13 Wo.)UK | US13 Gold · (22 Wo.)US | Erstveröffentlichung: September 1973 |
| 1974 | Some Nice Things I’ve Missed Reprise K54020                                                | — | — | — | UK35 Silber · (3 Wo.)UK | US48 (12 Wo.)US | Erstveröffentlichung: Juli 1974 |
| 1980 | Trilogy: Past, Present and Future                                                          | — | — | — | — | US17 Gold · (24 Wo.)US | Erstveröffentlichung: März 1980 |
| 1981 | She Shot Me Down                                                                           | — | — | — | — | US52 (13 Wo.)US | Erstveröffentlichung: November 1981 |
| 1984 | L.A. Is My Lady QWest 925145                                                               | — | AT11 (8 Wo.)AT | — | UK41 (8 Wo.)UK | US58 (13 Wo.)US | Erstveröffentlichung: August 1984 mit The Quincy Jones Orchestra |
| 1993 | Duets Capitol CDEST2218                                                                    | DE41 (12 Wo.)DE | AT8 Gold · (16 Wo.)AT | CH21 (8 Wo.)CH | UK5 Platin · (15 Wo.)UK | US2 ×3Dreifachplatin · (38 Wo.)US | Erstveröffentlichung: 2. November 1993 mit Various Artists |
| 1994 | Duets II Capitol CDEST2245                                                                 | — | AT97 (7 Wo.)AT | — | UK29 Silber · (6 Wo.)UK | US9 Platin · (18 Wo.)US | Erstveröffentlichung: 15. November 1994 mit Various Artists |

grau schraffiert: keine Chartdaten aus diesem Jahr verfügbar

## Fernsehshows
- „Happy Holidays with Bing & Frank“ (The Frank Sinatra Christmas Show) (Sharp, aufgenommen 1957, mit Bing Crosby)
- Classic Duets (Bristol, aufgenommen 1957–1960, mit diversen Gaststars) (Mix)
- Vintage Sinatra (Bristol, aufgenommen 1957–1959) (Mix)
- The Judy Garland Show (Luft Prod., aufgenommen 1962, Frank Sinatra-Dean Martin-Judy Garland)
- A Man and His Music (Warner, aufgenommen 1965)
- A Man and His Music, Part II (Warner, aufgenommen 1966, mit Nancy Sinatra)
- A Man and His Music + Ella + Jobim (Warner, aufgenommen 1967, mit Ella Fitzgerald und Antônio Carlos Jobim)
- Francis Albert Sinatra Does His Thing (Warner, aufgenommen 1968, mit The Fifth Dimension)
- Sinatra (Warner, aufgenommen 1969)
- Ol’ Blue Eyes Is Back (Warner, aufgenommen 1973, mit Gene Kelly)
- Sinatra and Friends (Warner, aufgenommen 1977, mit Tony Bennett, Natalie Cole, John Denver, Loretta Lynn, Dean Martin, Robert Merrill und Leslie Uggams)
- Sinatra: The Man and His Music (Warner, aufgenommen 1981)
- Portrait of an Album (Warner, aufgenommen 1984) (Studiosessions für L.A. Is My Lady)

## Filmografie (Auswahl)
- 1941: Las Vegas Nights – Regie: Ralph Murphy
- 1943: Higher and Higher – Regie: Tim Whelan
- 1944: Step Lively – Regie: Tim Whelan
- 1945: Urlaub in Hollywood (Anchors Aweigh) – Regie: George Sidney
- 1945: The House I Live In (Kurzfilm) – Regie: Mervyn LeRoy
- 1946: Bis die Wolken vorüberzieh’n (Till the Clouds Roll By) – Regie: Richard Whorf
- 1947: Ihre beiden Verehrer (It Happened in Brooklyn) – Regie: Richard Whorf
- 1948: Die Glocken von Coaltown (The Miracle of the Bells) – Regie: Irving Pichel
- 1948: Ein Bandit zum Küssen (The Kissing Bandit) – Regie: László Benedek
- 1949: Heut’ gehn wir bummeln (On the Town) – Regie: Stanley Donen und Gene Kelly
- 1949: Spiel zu dritt (Take Me Out to the Ball Game) – Regie: Busby Berkeley
- 1951: Doppeltes Dynamit (Double Dynamite) – Regie: Irving Cummings
- 1952: Zu allem entschlossen (Meet Danny Wilson) – Regie: Joseph Pevney
- 1953: Verdammt in alle Ewigkeit (From Here to Eternity) – Regie: Fred Zinnemann
- 1954: Der Attentäter (Suddenly) – Regie: Lewis Allen
- 1955: Man soll nicht mit der Liebe spielen (Young at Heart) – Regie: Gordon Douglas
- 1955: … und nicht als ein Fremder (Not as a Stranger) – Regie: Stanley Kramer
- 1955: Schwere Jungs – leichte Mädchen (Guys and Dolls) – Regie: Joseph L. Mankiewicz
- 1955: Der Mann mit dem goldenen Arm (The Man with the Golden Arm) – Regie: Otto Preminger
- 1955: Die zarte Falle (The Tender Trap) – Regie: Charles Walters
- 1956: Die oberen Zehntausend (High Society) – Regie: Charles Walters
- 1956: In 80 Tagen um die Welt (Around the World in Eighty Days)
- 1957: Stolz und Leidenschaft (The Pride and the Passion) – Regie: Stanley Kramer
- 1957: Schicksalsmelodie (The Joker Is Wild) – Regie: Charles Vidor
- 1957: Pal Joey – Regie: George Sidney
- 1958: Verdammt sind sie alle (Some Came Running) – Regie: Vincente Minnelli
- 1958: Rivalen (Kings Go Forth) – Regie: Delmer Daves
- 1959: Eine Nummer zu groß (A Hole in the Head) – Regie: Frank Capra
- 1959: Wenn das Blut kocht (Never So Few) – Regie: John Sturges
- 1960: Can Can – Regie: Walter Lang
- 1960: Frankie und seine Spießgesellen (Ocean’s Eleven) – Regie: Lewis Milestone
- 1961: Der Teufel kommt um 4 (The Devil at Four O’Clock) – Regie: Mervyn LeRoy
- 1962: Die siegreichen Drei (Sergeants 3) – Regie: John Sturges
- 1962: Botschafter der Angst (The Manchurian Candidate) – Regie: John Frankenheimer
- 1962: Die Totenliste (The List of Adrian Messenger) – Regie: John Huston
- 1963: Wenn mein Schlafzimmer sprechen könnte (Come Blow Your Horn) – Regie: Bud Yorkin
- 1963: Vier für Texas (4 For Texas) – Regie: Robert Aldrich
- 1964: Sieben gegen Chicago (Robin and the 7 Hoods) – Regie: Gordon Douglas
- 1965: Der Lohn der Mutigen (None but the Brave) – Regie: Frank Sinatra
- 1965: Colonel von Ryans Express (Von Ryan’s Express) – Regie: Mark Robson
- 1965: Dreimal nach Mexiko (Marriage on the Rocks) – Regie: Jack Donohue
- 1965: … denn keiner ist ohne Schuld (The Oscar) – Regie: Russell Rouse
- 1966: Überfall auf die Queen Mary (Assault on a Queen) – Regie: Jack Donohue
- 1967: Der Schnüffler (Tony Rome) – Regie: Gordon Douglas
- 1968: Die Lady in Zement (Lady in Cement) – Regie: Gordon Douglas
- 1968: Der Detektiv (The Detective) – Regie: Gordon Douglas
- 1970: Der „schärfste“ aller Banditen (Dirty Dingus Magee) – Regie: Burt Kennedy
- 1974: Das gibt’s nie wieder (That’s Entertainment!) – Regie: Jack Haley Jr.
- 1980: Die erste Todsünde (The First Deadly Sin) – Regie: Brian G. Hutton
- 1983: Auf dem Highway ist wieder die Hölle los (Highway 2) – Regie: Hal Needham
- 1987: Magnum (Fernsehserie, Folge 7x18 Im Namen der Gerechtigkeit) – Regie: Alan J. Levi
- 1988: Wer ist hier der Boss? (Fernsehserie, Folge Sinatras größter Fan)

## Auszeichnungen

### Academy Awards (Oscars)
- 1945: Ehrenoscar zusammen mit Frank Ross, Mervyn LeRoy, Albert Maltz, Earl Robinson und Lewis Allen für The House I Live In
- 1954: Bester Nebendarsteller für Verdammt in alle Ewigkeit[3]
- 1956: Nominierung in der Kategorie Bester Hauptdarsteller für Der Mann mit dem goldenen Arm[3]
- 1971: Jean Hersholt Humanitarian Award[3]

### Golden Globe Awards
- 1954: Bester Nebendarsteller für Verdammt in alle Ewigkeit[3]
- 1958: Bester Hauptdarsteller – Komödie oder Musical für Pal Joey[3]
- 1964: Nominierung in der Kategorie Bester Hauptdarsteller – Komödie oder Musical für Wenn mein Schlafzimmer sprechen könnte[3]
- 1970: Cecil B. DeMille Award[3]

### Grammy Awards

#### Preise
- 1958 – Bestes Albencover (Sinatra Sings for Only the Lonely, Capitol)[41]
- 1959 – Album des Jahres (Come Dance with Me, Capitol)[41]
- 1959 – Beste männliche Gesangsdarbietung (Come Dance with Me, Capitol)[41]
- 1965 – Album des Jahres (September of My Years, Reprise)[41]
- 1965 – Beste männliche Gesangsdarbietung (It Was a Very Good Year, Reprise)[41]
- 1965 – Lifetime Achievement Award[42]
- 1966 – Schallplatte des Jahres (Strangers in the Night, Reprise)[41]
- 1966 – Album des Jahres (A Man and His Music, Reprise)[41]
- 1966 – Beste männliche Gesangsdarbietung (Strangers in the Night, Reprise)[41]
- 1978 – Trustee Award
- 1981 – Hall of Fame Award (I’ll Never Smile Again 1940, RCA Victor)
- 1982 – Bestes historisches Album (The Tommy Dorsey-Frank Sinatra Sessions Vol.1-3, RCA)
- 1983 – Hall of Fame Award (In the Wee Small Hours of the Morning 1955, Capitol)
- 1994 – Legend Award
- 1995 – Beste traditionelle Popdarbietung (Duets II, Capitol)[41]
- 1997 – Hall of Fame Award (The House I Live In 1945, Columbia)
- 1997 – Hall of Fame Award (I’ve Got You Under My Skin 1956, Capitol)
- 1998 – Hall of Fame Award (Sinatra Sings for Only the Lonely 1958, Capitol)
- 1998 (posthum) – Hall of Fame Award (September of My Years 1965, Reprise)
- 1999 (posthum) – Hall of Fame Award (Songs for Swingin’ Lovers 1956, Capitol)
- 1999 (posthum) – Hall of Fame Award (My Way 1969, Reprise)
- 2004 (posthum) – Hall of Fame Award (I’ve Got the World on a String 1953, Capitol)
- 2004 (posthum) – Hall of Fame Award (Come Fly with Me 1957, Capitol)
- 2005 (posthum) – Hall of Fame Award (One for My Baby 1958, Capitol)

#### Nominierungen
- 1958 – Beste männliche Gesangsdarbietung (Come Fly with Me, Capitol)
- 1958 – Beste männliche Gesangsdarbietung (Witchcraft, Capitol)
- 1958 – Album des Jahres (Sinatra Sings For Only the Lonely, Capitol)
- 1958 – Schallplatte des Jahres (Witchcraft, Capitol)
- 1959 – Schallplatte des Jahres (High Hopes, Capitol)
- 1960 – Schallplatte des Jahres (Nice ’n’ Easy, Capitol)
- 1960 – Album des Jahres (Nice ’n’ Easy, Capitol)
- 1960 – Beste männliche Gesangsdarbietung Album (Nice ’n’ Easy, Capitol)
- 1960 – Beste männliche Gesangsdarbietung Single (Nice ’n’ Easy, Capitol)
- 1960 – Beste Gesangsdarbietung Popsingle (Nice ’n’ Easy, Capitol)
- 1961 – Schallplatte des Jahres (The Second Time Around, Reprise)
- 1967 – Schallplatte des Jahres (Somethin' Stupid, Reprise, mit Nancy Sinatra)
- 1967 – Album des Jahres (Francis Albert Sinatra & Antonio Carlos Jobim, Reprise)
- 1967 – Beste männliche Gesangsdarbietung (Francis Albert Sinatra & Antonio Carlos Jobim, Reprise)
- 1969 – Schallplatte des Jahres (My Way, Reprise)
- 1980 – Schallplatte des Jahres (Theme from New York New York, Reprise)
- 1980 – Album des Jahres (Trilogy: Past, Present, Future, Reprise)
- 1980 – Bester männlicher Gesangsdarbietung Popsingle (Theme from New York New York, Reprise)
- 1986 – Bestes historisches Album (The Voice: The Columbia Years 1943-52, Columbia)
- 1986 – Bestes Musikvideo Langform (Portrait of an Album, Warner, mit Emil G. Davidson)
- 1993 – Bestes historisches Album (The Columbia Years 1943–1952: The Complete Recordings Columbia/Legacy)
- 1994 – Beste traditionelle Popdarbietung (Duets, Capitol)
- 1994 – Bestes historisches Album (The Song Is You, RCA)
- 1996 – Bestes Popduett (My Way, Capitol, mit Luciano Pavarotti)
- 1996 – Bestes historisches Album (The Complete Reprise Studio Recordings, Reprise)
- 2000 (posthum) – Bestes Popduett (All the Way Reprise, mit Celine Dion)

### Weitere Auszeichnungen (Auswahl)

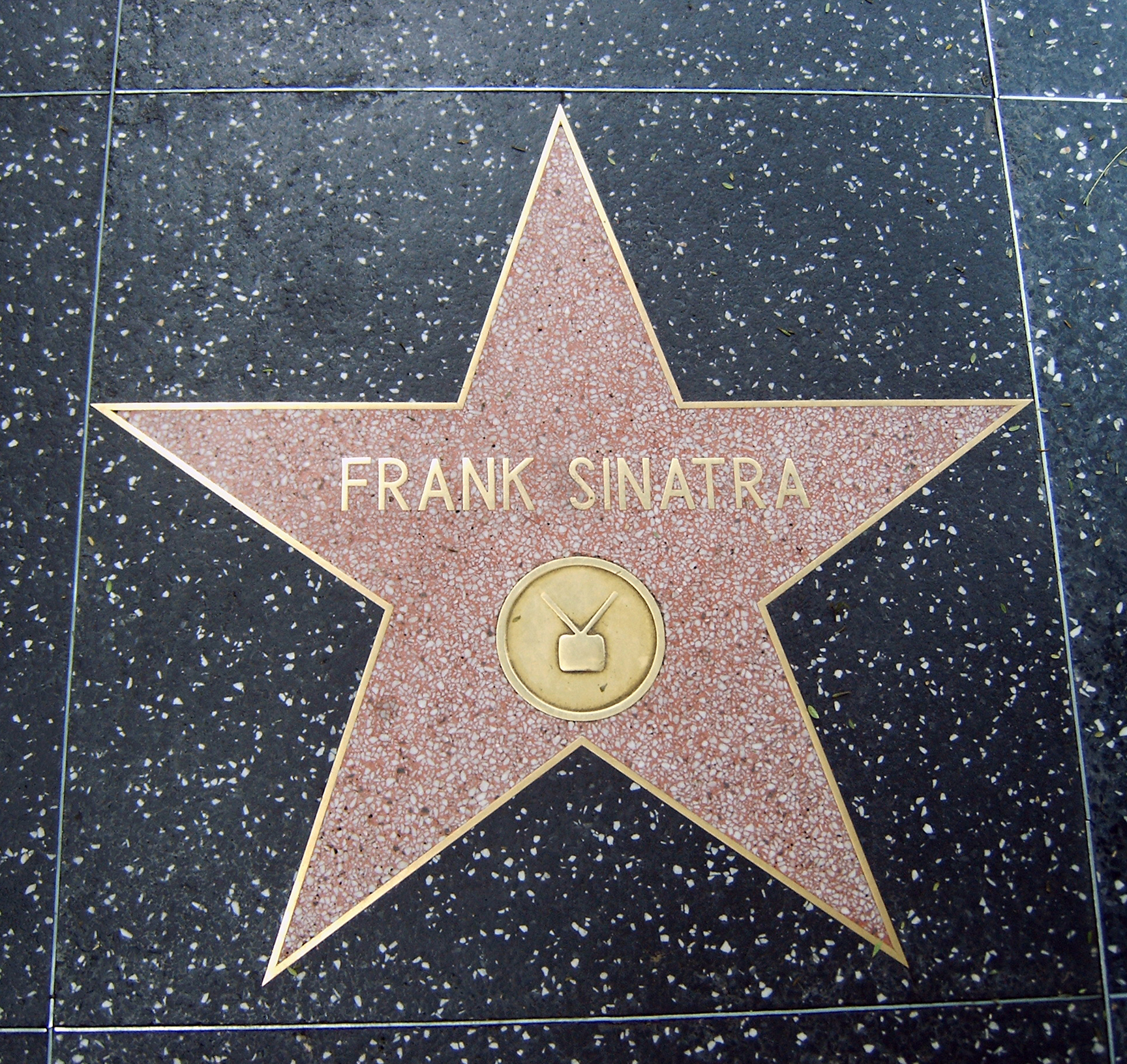
Einer von drei Sternen am Hollywood Walk of Fame (1960)

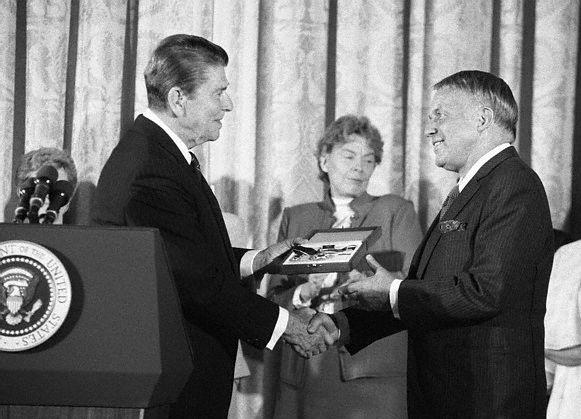
Ronald Reagan verleiht Frank Sinatra die Presidential Medal of Freedom (1985)

- 1960: Ehrung mit drei Sternen am Hollywood Walk of Fame am 2. August. (Hollywood).[43]
- 1972: Ehrenmedaille des Staates Israel (Los Angeles).[44]
- 1972: Screen Actors Guild Life Achievement Award.
- 1975: Ehrenbürgerwürde von Chicago (Chicago).[44]
- 1976: Scopus Award der American Friends of the Hebrew University of Jerusalem (New York City).
- 1976: Ehrendoktorwürde litterarum humanarum der University of Nevada (Las Vegas).[44]
- 1979: Grand’Ufficiale dell’Ordine al Merito della Repubblica Italiana (Los Angeles).[44]
- 1979: ASCAP Pied Piper Award (Las Vegas).[44]
- 1982: Aufnahme in die National Broadcasters Hall of Fame (New York City).
- 1983: Honor for Lifetime Achievement Award des John F. Kennedy Center for the Performing Arts (Washington).[44]
- 1984: Ehrendoktorwürde der Schönen Künste (Loyola Marymount University, Los Angeles).[44]
- 1984: Österreichisches Ehrenkreuz für Wissenschaft und Kunst I. Klasse (Wien).[44]
- 1985: Ehrendoktorwürde der Ingenieurwissenschaft (Stevens Institute, Hoboken/New Jersey).
- 1985: Presidential Medal of Freedom des US-Präsidenten (Washington).[45]
- 1989: Benennung des Asteroids (7934) Sinatra; am 5. Oktober.
- 1990: Ella Award der Society of Singers (Los Angeles).
- 1992: Distinguished Life Achievement Award (Ehrenpreis für das Lebenswerk) der American Cinema Awards (Los Angeles).
- 1993: Career Achievement Award (Palm Springs International Film Festival).
- 1997: Congressional Gold Medal (posthum 1998 an Barbara Sinatra überreicht).
- 1998: American Music Award of Merit (Los Angeles).
- 1998: Benennung des Frank Sinatra Memorial Parks samt Enthüllung einer Gedenktafel in seinem Geburtsort (Hoboken).[46]
- 2021: Enthüllung der von Carolyn D. Palmer gestalteten 1,8 m hohen Frank-Sinatra-Statue aus Bronze im Sinatra Park in Hoboken anlässlich seines 106. Geburtstag am 12. Dezember (Hoboken).[47][48]

### Bibliografie
- Leonard Mustazza: Sinatra – An Annotated Bibliography 1939–1998. Greenwood Press, Westport 1999, ISBN 0-313-30829-2.
- Gildo De Stefano, Frank Sinatra, Prefazione di Guido Gerosa, Marsilio Editore, Venezia 1991, ISBN 88-317-5510-2.
- Gildo De Stefano, The Voice – Vita e italianità di Frank Sinatra, Prefazione di Renzo Arbore, Coniglio Editore, Roma 2011, ISBN 88-317-5510-2.

### Diskografie
- Luiz Carlos do Nascimento Silva: Put Your Dreams Away. A Frank Sinatra Discography. Greenwood Press, Westport 2000, ISBN 0-313-31055-6.

### Filmografie
- Daniel O’Brien: The Frank Sinatra Film Guide. Batsford, London 1998, ISBN 0-7134-8418-7.
- Scott Allan Nollen: The Cinema of Sinatra. The Actor, on Screen and in Song. King Printing, Lowell 2003, ISBN 1-887664-51-3.

### Grundlegende Biografien und Studien
- Will Friedwald: Sinatra! The Song Is You: A Singer’s Art. Scribner, New York City 1995, ISBN 0-684-19368-X.
- Charles L. Granata: Sessions with Sinatra. Frank Sinatra and the Art of Recording. A Cappella Books, Chicago 1999, ISBN 1-55652-356-4.
- Richard Havers: Sinatra. Dorling Kindersley, London 2004, ISBN 1-4053-0089-2; deutsche Ausgabe: Sinatra. Sein Leben – seine Musik – seine Filme. Dorling Kindersley, Starnberg 2005, ISBN 3-8310-0773-X.
- Nancy Sinatra: Frank Sinatra – An American Legend. Virgin Books, London 1998, ISBN 1-85227-543-X.
- Tina Sinatra, Jeff Coplon: My Father’s Daughter. A Memoir. Simon & Schuster, New York City 2000, ISBN 0-684-87076-2 (speziell für Sinatras letzte Jahre)
- James Kaplan: Frank: the voice. Doubleday, New York u. a. 2010, ISBN 978-0-385-51804-8.

### Auswahl weiterer Literatur
- John Collins: The Complete Guide to the Music of Frank Sinatra. Omnibus Press, London 1998, ISBN 0-7119-6624-9.
- Deborah Holder: Frank Sinatra – I did it my way. Heyne, München 1995, ISBN 3-453-09103-5.
- Chris Ingham: The Rough Guide to Frank Sinatra. Penguin Group, London 2005, ISBN 1-84353-414-2.
- Kitty Kelley: His Way. Bantam, New York City 1986, ISBN 0-553-26515-6; deutsche Ausgabe: Frank Sinatra: Ein erstaunliches Leben. Blanvalet, München 1986, ISBN 3-7645-7363-5.
- Johannes Kunz: Frank Sinatra und seine Zeit, LangenMüller, München 2015, ISBN 978-3-7844-3384-4.
- Karen McNally: When Frankie Went to Hollywood. Frank Sinatra and the American Male Identity. University Of Illinois Press, Chicago / Illinois 2008, ISBN 978-0-252-03334-6.
- Anthony Summers & Robbyn Swan: Sinatra. The Life. Alfred A. Knopf, New York City 2005, ISBN 0-375-41400-2.
- Bill Zehme: The Way You Wear Your Hat. Frank Sinatra and the Lost Art of Livin. HarperCollins Publishers, New York City 1997, ISBN 0-06-018289-X; deutsche Ausgabe: Frank Sinatra – My Way oder die Kunst, einen Hut zu tragen. dtv, München 1998, ISBN 3-423-24149-7.

## Dokumentarfilm
- Sinatra – Star der Mafia oder Das Doppelleben des Frank Sinatra. (OT: Sinatra: Dark Star.) Dokumentarfilm, Frankreich, Deutschland, Großbritannien, 2005, 89 Min., Dokumentation in zwei Teilen, 1. Von Aufstieg und Abgrund, 2. Von Mythos und Macht, Buch und Regie: Christopher Olgiati, Produktion: Paladin InVision Ltd., BBC, ZDF, ARTE, deutsche Erstausstrahlung, 10. Oktober 2006 von Phoenix.
- Frank Sinatra – Die Stimme Amerikas oder Frank Sinatra. The Voice of America. Dokumentarfilm, Deutschland, Frankreich, 2015, 90 Min., Buch und Regie: Annette Baumeister, Produktion: Broadview TV, ZDF, ARTE, deutsche Erstausstrahlung, 13. Dezember 2015 von ARTE.

### Musikbeispiele
- Frank Sinatra: That’s Life auf YouTube
- Frank Sinatra: Love and Marriage auf YouTube
- Frank Sinatra: It Was A Very Good Year auf YouTube